# Göpel

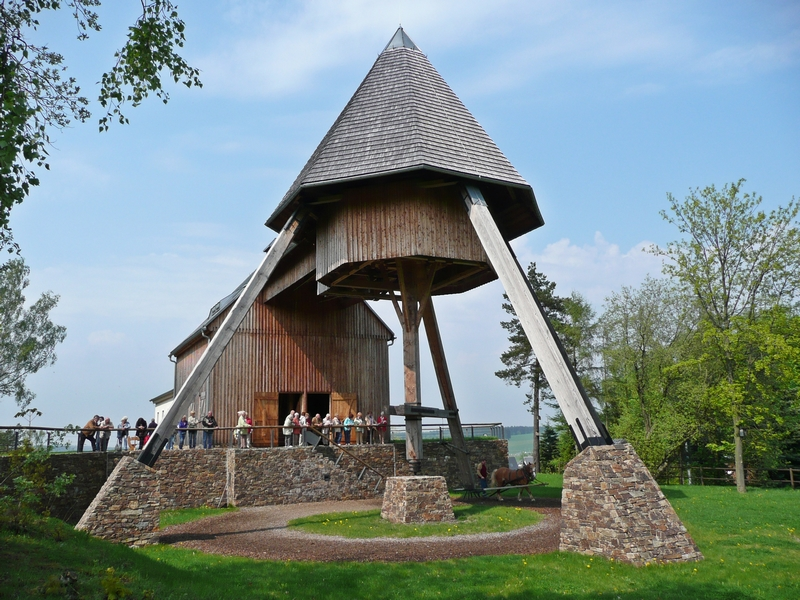
Rekonstruierter offener Pferdegöpel auf dem „Rudolphschacht“ in Lauta

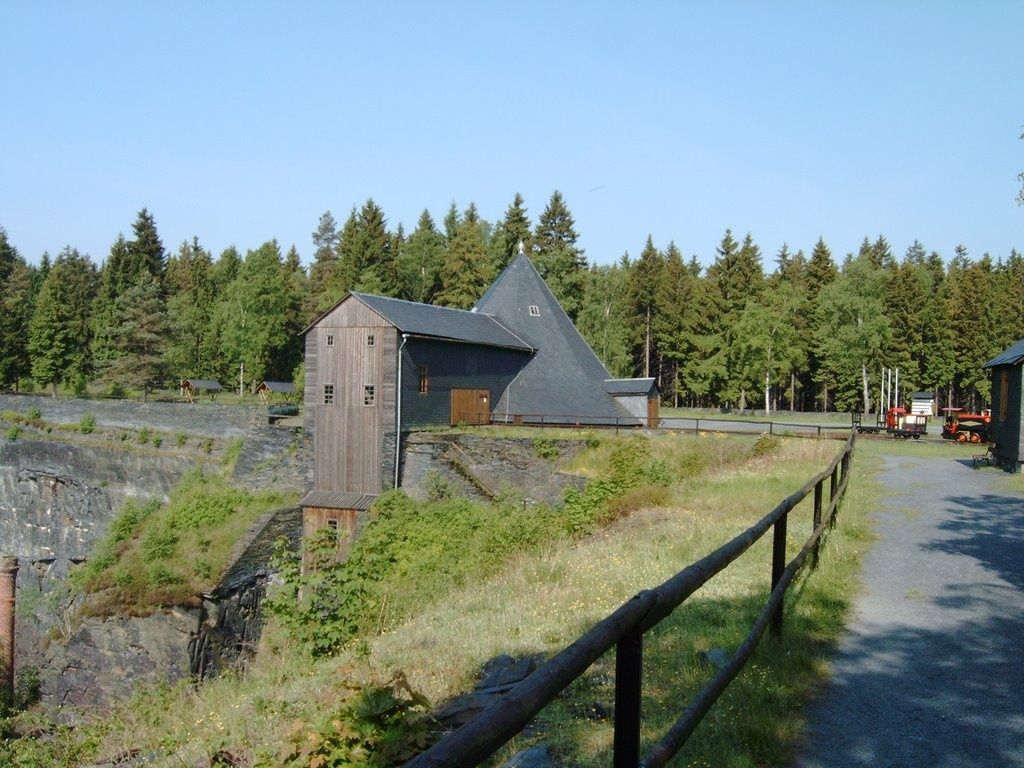
Original erhaltene Göpelschachtanlage der Schiefergrube in Lehesten (Thüringen), die Anlage wurde zwischen 1846 und 1964 betrieben

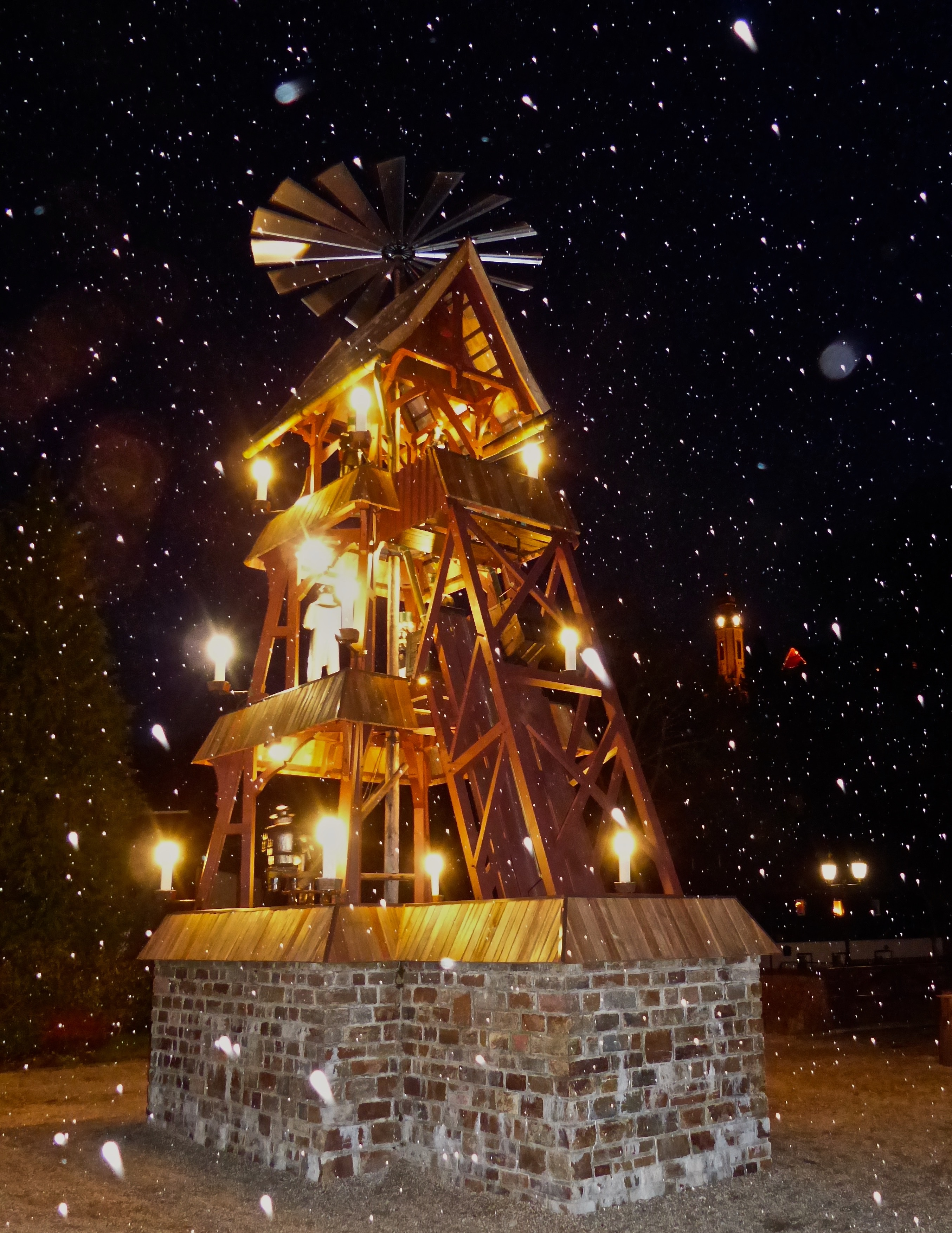
Modell einer Göpelpyramide in Pobershau (Erzgebirge)

Ein Göpel oder Göpelwerk, bis ins 19. Jahrhundert auch Göpelkunst, ist eine Kraftmaschine, die durch Muskel-, Wasser-, Wind- oder Dampfkraft angetrieben wird. Das Göpelwerk besteht mindestens aus einer meist senkrechten Antriebswelle und einem einfachen Getriebe mit einer Abtriebswelle. Das Gebäude, in dem der Göpel untergebracht ist, heißt „Göpelhaus“ bzw. „-kaue“ oder „Treibekaue“.
Göpel kamen in Mitteleuropa seit dem ausgehenden 14. Jahrhundert vor allem im historischen Bergbau als Förderanlagen zum Einsatz. Später wurden sie auch in der Landwirtschaft zum Antrieb von Maschinen eingesetzt. Kleinere oder größere Modellnachbildungen in Form von Göpelpyramiden sind heute beliebte erzgebirgische Weihnachtsdekorationen.

## Geschichte

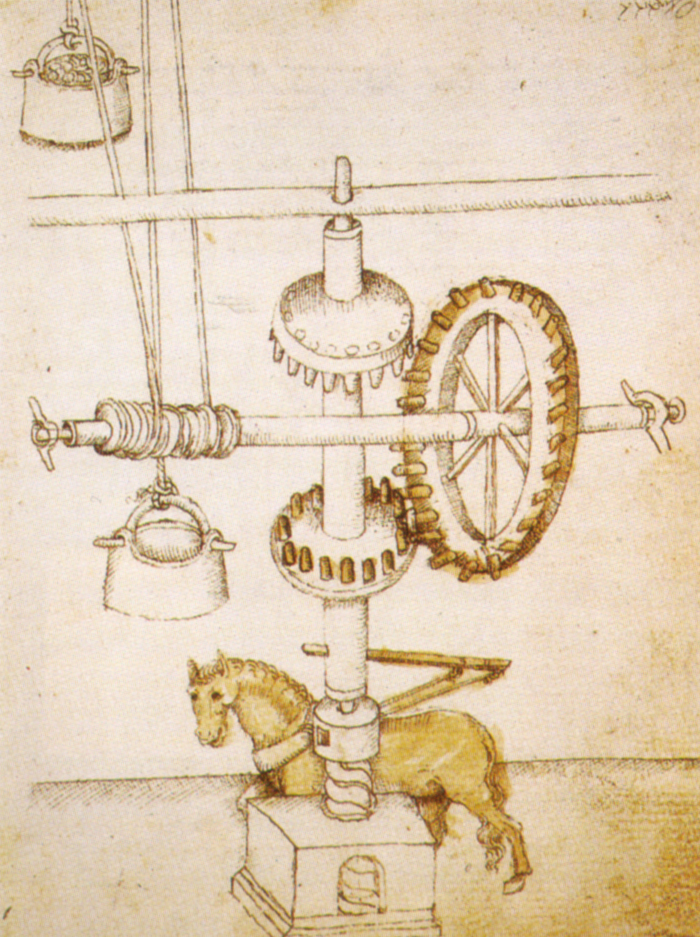
Darstellung eines Pferdegöpels mit Getriebe und über Rollen laufenden Zugseilen von Taccola (um 1430)

### Bergbau, Wasserschöpfen
Erste Erwähnungen über die Nutzung von Göpelwerken stammen aus dem 3. Jahrhundert v. Chr. In Ägypten waren diese, unter dem Namen Sakiah bekannten Göpel zum Wasserschöpfen weit verbreitet. Urkunden, die König Wenzel II. von Böhmen um 1300 für die Bergstadt Kuttenberg ausstellte, nennen „Pferde, Seile und anderes Material zum Wasserschöpfen“. Von Kuttenberg aus verbreitete sich diese Technik Anfang des 14. Jahrhunderts auch in anderen Bergbaugebieten, so u. a. nach Kärnten und Salzburg. Grund für die starke Verbreitung im Bergbau war die Tatsache, dass bedingt durch die zunehmende Teufe der Schächte die bis dahin zur Schachtförderung genutzten Handhaspel nicht mehr ausreichten. Eine der frühesten Darstellungen eines Pferdegöpels mit Getriebe und über Rollen laufenden Zugseilen stammt aus der Zeit um 1430 vom italienischen Ingenieur Taccola. Auch die Illustrationen im um 1490/1500 entstandenen Kuttenberger Kanzionale (Sammlung lateinischer Gesänge) zeigt einen Pferdegöpel im Bergbau. Pferdegöpel wurden auch Roßwerk genannt. Ein Pferdegöpel als Antrieb einer Wasserhebemaschine ist im Schneeberger Bergbau für 1476 urkundlich belegt.
Teilweise blieben Pferdegöpel auch in der Dampfmaschinenzeit noch im Einsatz. Im Erzgebirge wurden selbst im 19. Jahrhundert noch neue Pferdegöpel errichtet, so u. a. 1838 auf dem Rudolphschacht in Lauta und 1844 auf dem Türkschacht bei Zschorlau. In Johanngeorgenstadt stand 1948 noch ein Pferdegöpel. Die nur sporadische Förderung auf diesem Schacht wurde aber schon 1917 eingestellt. Im Freiberger Revier wurde der letzte Pferdegöpel um 1920 außer Betrieb genommen.

### Landwirtschaft
Ab der zweiten Hälfte des 19. Jahrhunderts wurden Göpel verstärkt auch in der Landwirtschaft zum Antrieb unterschiedlicher Arbeitsmaschinen eingesetzt, insbesondere zum Antrieb von Dreschmaschinen. Im 20. Jahrhundert wurden Göpel zunehmend durch Dampfmaschinen ersetzt. In der Landwirtschaft wurden Göpel noch in der ersten Hälfte des 20. Jahrhunderts eingesetzt, erhalten sind z. B. die Pferdemühle in Tallinn oder die Apfelmühle von Pleudihen-sur-Rance. Sie wurden erst später durch Motoren ersetzt. Göpelschöpfräder werden auch heute noch in Ägypten eingesetzt. In Entwicklungsländern dienen sogenannte Universalgöpel zur Erntenachbearbeitung und zur Wasserförderung.
In Amerika betreiben die zu den Mennoniten alter Ordnung gehörenden Noah-Hoover-Mennoniten, die jegliche Art von Motoren ablehnen, in Belize und in den USA mit einem Rundgang-Pferdegöpel betriebene Mühlen, beispielsweise eine Sägemühle in Springfield, Belize oder eine Sorghum-Mühle in Scottsville, Kentucky.

## Grundlagen und Funktionsprinzip
Der Göpel ist die einfachste Maschine, mit der die Muskelkraft eines Zugtieres auf eine Achse übertragen werden kann. Durch die Muskelkraft des im Kreis laufenden Tieres wird eine Zugbewegung auf einen langen Hebel, dem sogenannten Zugbaum,  an dem die Tiere angeschirrt sind, übertragen. Der Zugbaum ist an einem Ende an einer senkrecht stehenden und an den Enden gelagerten Welle befestigt, die als Göpelbaum bezeichnet wird. Durch die kontinuierlich einwirkende Zugkraft wird der Zugbaum nach vorne gezogen und übt so eine Drehkraft auf den Göpelbaum aus, wodurch die Drehung entsteht. Die vorwärts gerichtete Muskelkraft wird dabei  in eine rotierende Bewegung umgewandelt. Das Tier dient in diesem Fall praktisch als Motor. Der relativ langsame Gang der Tiere bewirkt jedoch nur eine geringe Umdrehungszahl des Göpelbaums. Werden höhere oder auch niedrigere Drehzahlen benötigt, muss die Umdrehung der Hauptwelle über eine Zahnradübersetzung in eine andere Drehzahl umgewandelt werden. Typische Abtriebe von Göpeln sind Riemenscheiben, die ihrerseits über Riemen mit den Arbeitsmaschinen, z. B. Sägen oder Mahlwerke, verbunden sind. Soll der Göpel eine andere Drehrichtung erzeugen, so wird ein spezielles Vorgelege benötigt. Die Drehbewegung der Göpelwelle kann über Antriebswellen oder mittels Riemenantrieb auf externe Arbeitsmaschinen weitergeleitet werden.

## Göpeltypen

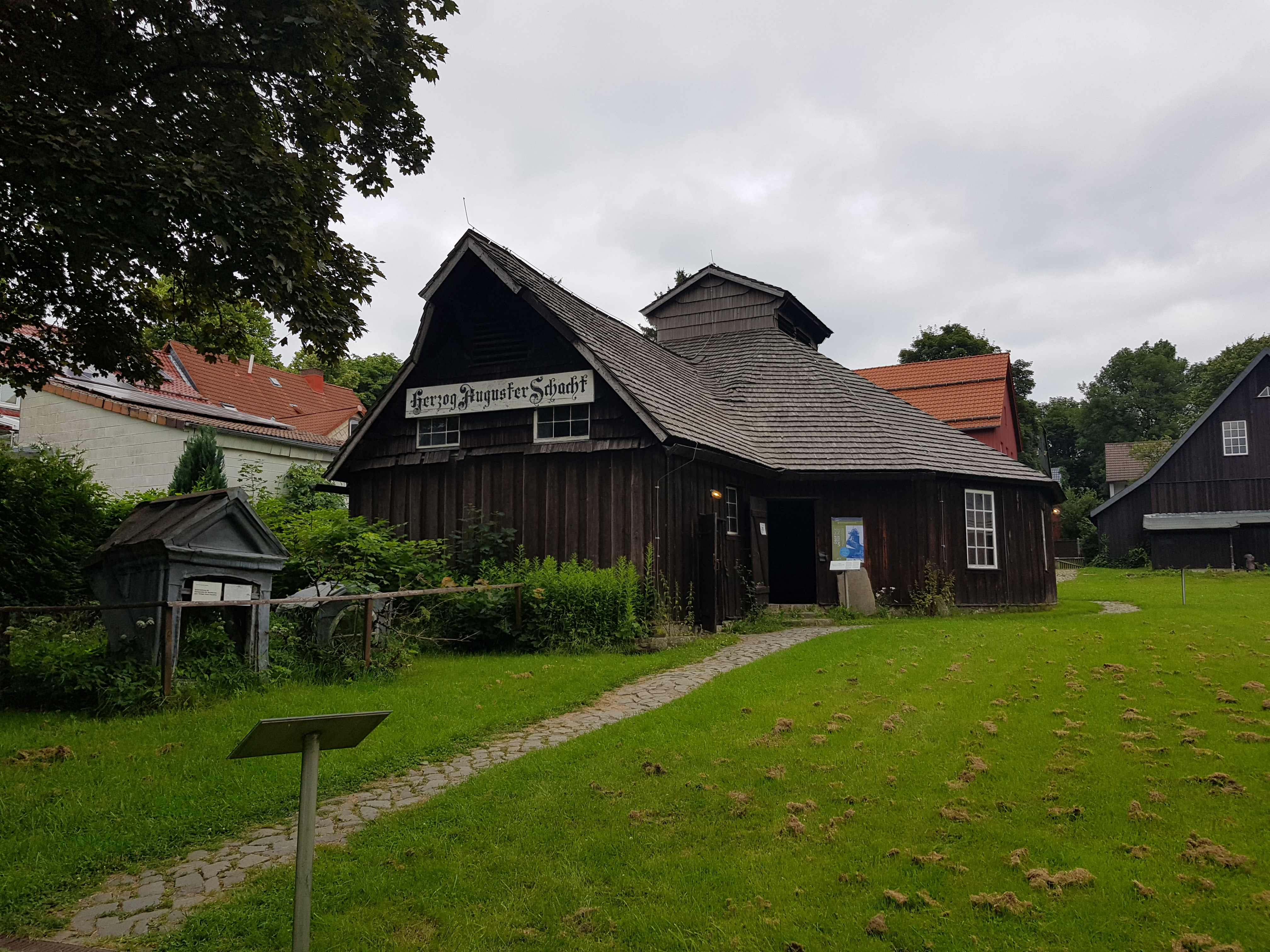
Oberharzer Bergwerksmuseum, translozierter original erhaltener Pferdegaipel von der Grube Hilfe Gottes in Bad Grund, Betriebsbeginn 1831.

Im Laufe der Jahre wurden unterschiedliche Göpeltypen entwickelt und gebaut. Je nach Krafteinleitung unterscheidet man hierbei zwischen Zuggöpeln und Tretgöpeln. Zuggöpel werden auch als Rundlaufgöpel bezeichnet. Eine weitere Unterteilung der Göpel erfolgt in stehende Göpel und liegende Göpel. Entscheidend bei dieser Einteilung ist die Höhe des Göpels und die Lagerung der Hauptwelle. Von sämtlichen Göpeltypen haben sich nur wenige durchgesetzt. Der einfachste Göpeltyp war der Handgöpel, der auch als gemeiner Göpel bezeichnet wurde. Wesentlich größer und leistungsstärker war der gewöhnliche Pferdegöpel. Weitere Typen des Rundlaufgöpels waren der Stirnradgöpel, der Glockengöpel, der Bügelgöpel und der Säulengöpel. Säulengöpel gehören zu den stehenden Göpeln. Stirnradgöpel, Glockengöpel und Bügelgöpel bezeichnet man auch als liegende Göpel.
Es gibt feststehende und transportable Göpel. Für die Aufstellung eines feststehenden Göpels wird ein festes Haus benötigt. Dies ist erforderlich, damit man entsprechende Stütz- und Lagerpunkte erhält. Aus diesem Grund werden feststehende Göpel auch Gebäudegöpel genannt. Transportable Göpel sind auf ein Gestell montiert, mit dem sie leichter von einem Ort zum anderen bewegt und am Einsatzort sofort verwendet werden können. Dieses Gestell besteht aus einem Rahmen aus hölzernen Balken, die miteinander verzapft sind. Zur Stabilität des Rahmens sind hölzerne Streben eingebaut.

## Göpel der ersten Generation

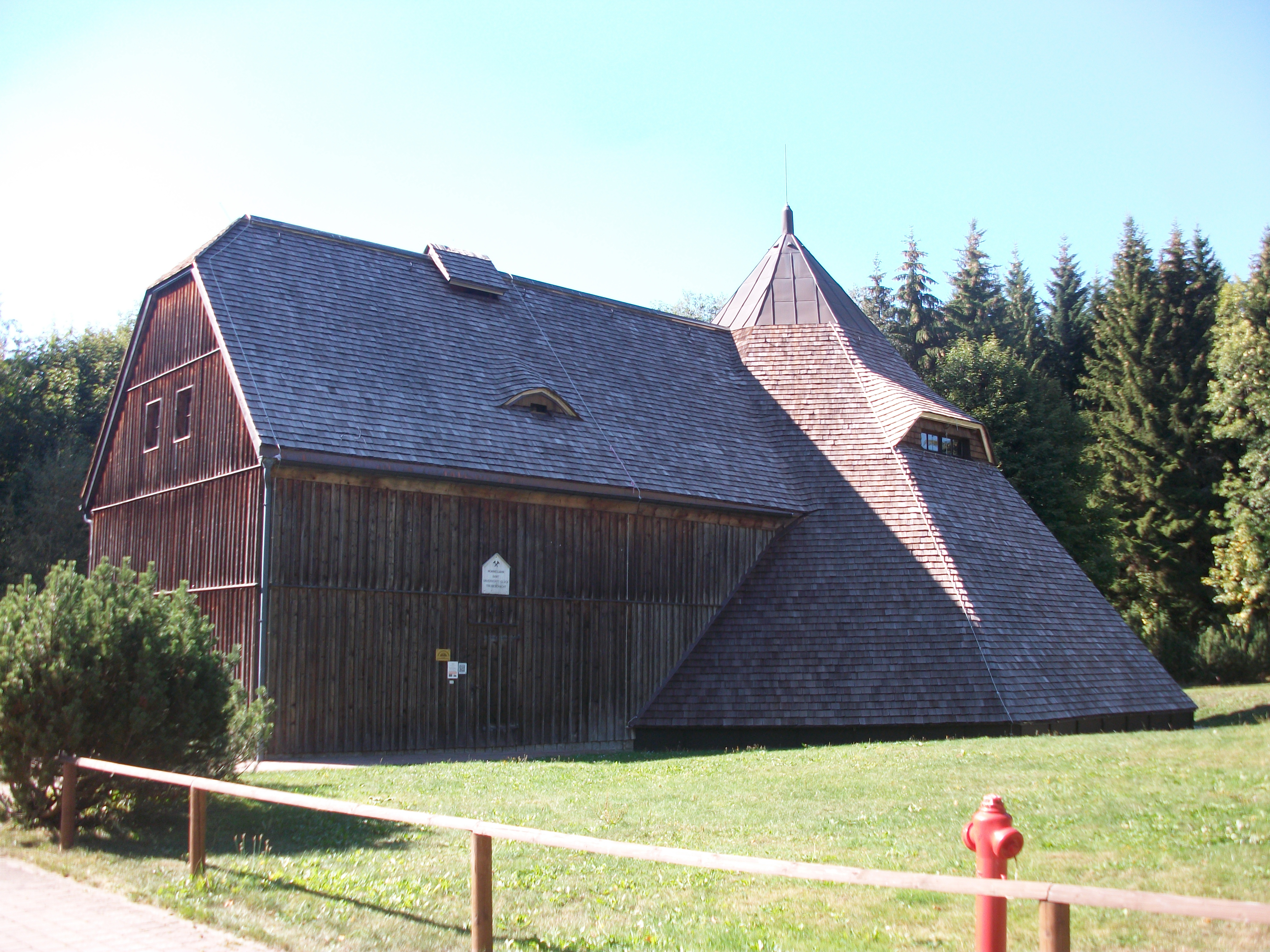
Rekonstruierter Pferdegöpel Johanngeorgenstadt

### Allgemeines
Bei dieser Göpelgeneration bildeten die Kraftmaschine und die Arbeitsmaschine in der Regel eine komplexe Einheit. Nur bei einigen Anwendungsfällen waren der Göpel und die anzutreibende Maschine räumlich voneinander getrennt und nur durch eine Welle miteinander verbunden. Die Verbindung erfolgte über eine einfache Zahnradkonstruktion. Hierfür wurde an der Göpelwelle an geeigneter Stelle ein umlaufender Radkranz angebaut. In den Kranz wurden über den gesamten Umfang hölzerne Pflöcke montiert. In diese Pflöcke griffen die Pflöcke eines kleineren Rades, das mit der Transmissionswelle verbunden war. Jeder Göpel wurde einzeln handwerklich gefertigt und war auch nur für eine spezielle Aufgabe vorgesehen. Der Göpel wurde in der Regel komplett aus Holz gefertigt. Als Bauholz wurde überwiegend Fichtenholz verwendet. Einzelne besonders beanspruchte Teile des Göpels wie z. B. die Göpelwelle wurden auch aus anderen Hölzern gefertigt. Damit diese Welle genügend Festigkeit für die Drehbewegungen besitzt, wurde sie in der Regel aus Eichenholz gefertigt. Es wurden für den Bau von Hauptwellen aber auch andere geeignete Hölzer wie z. B. Weißföhren, Schwarzföhren oder Lärchen verwendet. Beim Bau der Göpel wurden viele zusätzliche, oftmals auch überflüssige, hölzerne Bauelemente verwendet. Dadurch waren diese Göpel sehr schwerfällig und hatten, trotz ihrer Leistung von nur wenigen PS, enorme Abmessungen. Hinzu kam, dass diese Göpel sehr störanfällig waren. Durch Weglassen von überflüssigen Bauteilen und Einbau von verbesserten, weniger störanfälligen, Bauteilen wurden diese Mängel behoben. Dort, wo es aus technischen Gründen erforderlich war, wurden einzelne Elemente auch aus Schmiedeeisen oder Stahl gefertigt. Zur Kraftübertragung auf andere Maschinen verwendete man geschmiedete Zahnräder, die jedoch, nach heutigen Maßstäben, sehr ungenau waren.

### Gewöhnlicher Pferdegöpel

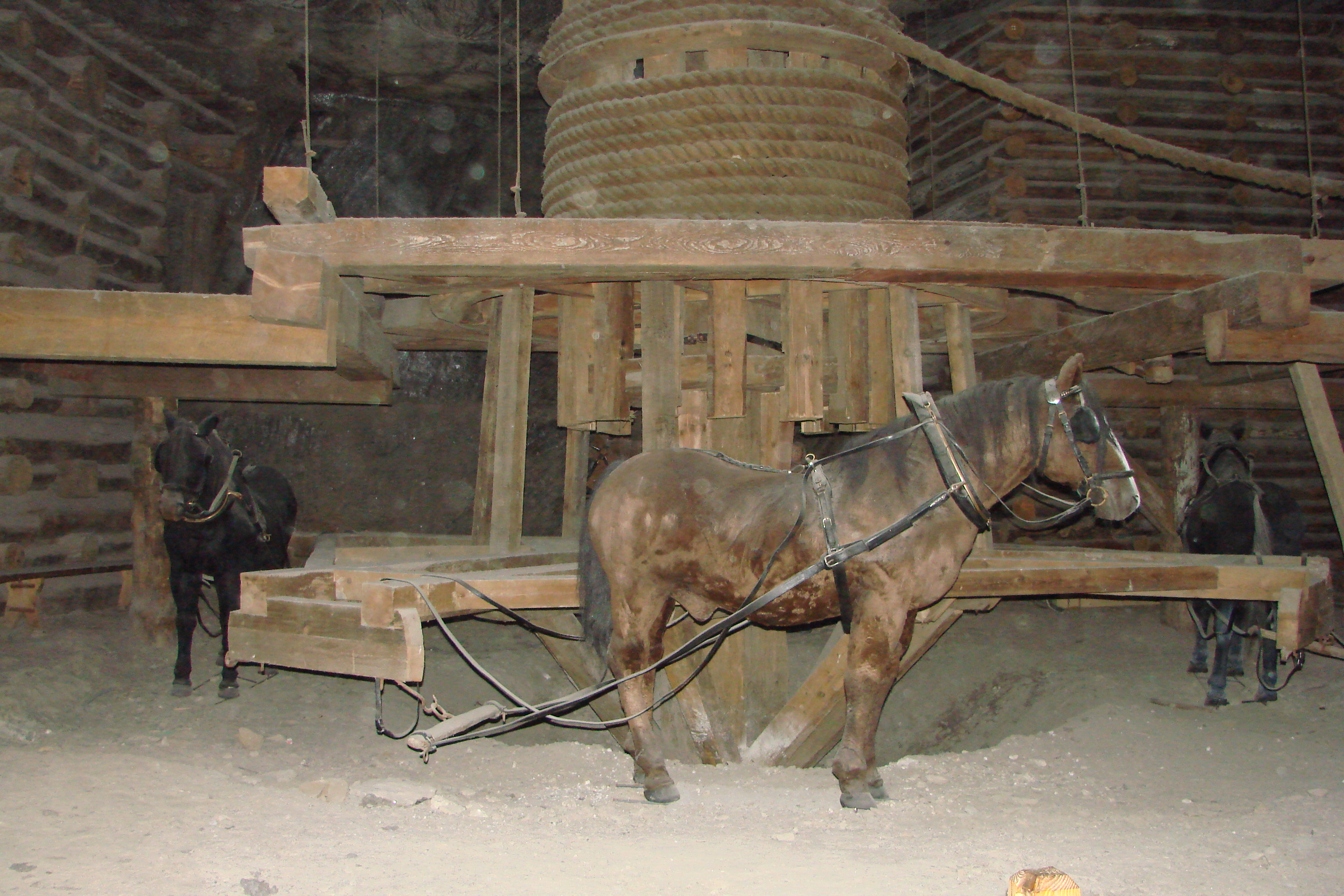
Rekonstruierter Pferde-Rundgöpel in Wieliczka

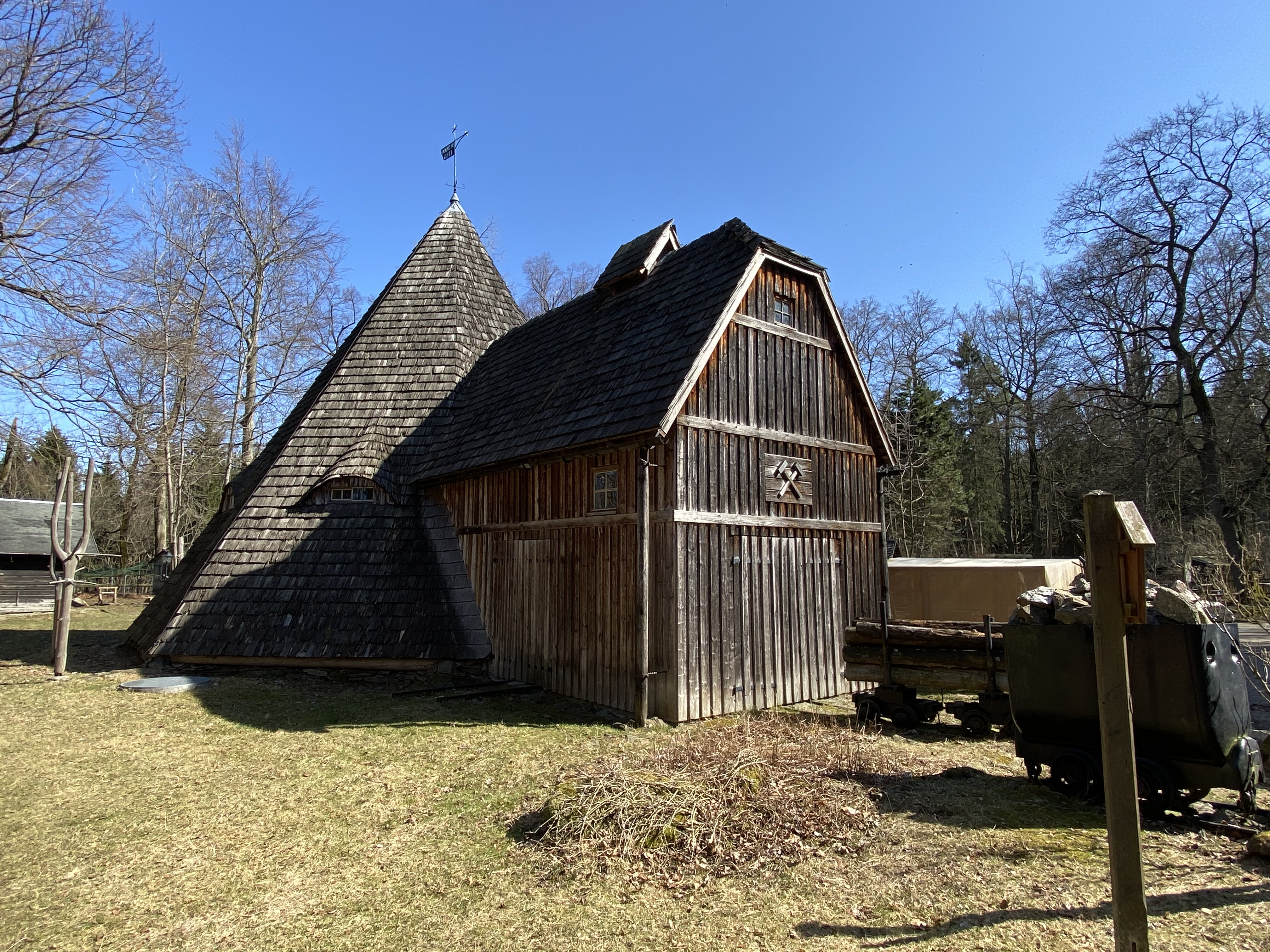
Rekonstruierter Pferdegöpel der Markus Röhling Fundgrube im Annaberg-Buchholzer Ortsteil Frohnau

Dieser Pferdegöpel ist auf einem Fundament befestigt, das als Göpelstock bezeichnet wird. Das Fundament besteht aus einer runden oder achteckigen Fundamentmauer, auf die Schwellen in achteckiger Form aufgelegt werden. Dieses Fundament wird so nivelliert, dass die Schwellenoberkante etwa einen Fuß über dem Boden ist. In das Fundament ist eine Vertiefung, die sogenannte Pfanne, eingelassen, in der sich der untere Zapfen der Hauptwelle frei dreht. Diese Pfanne ist aus Stahl, man nennt sie auch Zapfenlager. Das Zapfenlager wird, um Reibungsverluste zu verringern, immer gut geschmiert und bei Bedarf gereinigt. An den Fundamentbohlen werden an den Ecken die Hauptsparren aufgerichtet und befestigt. Die Hauptsparren werden am oberen Ende in einen kurzen zylindrischen Pfosten eingelassen. Dieser Pfosten bildet den Kopf des Gebäudes.
Zwischen dem oberen und dem unteren Verlagerungspunkt ist eine vertikal stehende Welle drehbar befestigt. Sie besteht aus einer hölzernen Säule, die sich um ihre eigene Achse dreht. Diese Welle ist die Hauptwelle des Göpels. Sie wird Göpelwelle, Göpelspille, Göpelspindel, Spindelbaum oder Ständerbaum genannt. Diese Hauptwelle hat einen mittleren Durchmesser von 24 bis 30 Zoll. Damit die Hauptwelle auch als Antriebswelle fungieren kann, muss sie mittels langer Hebel in Drehung versetzt werden. Hierfür sind im unteren Bereich des Spindelbaums mehrere Hebelarme, die sogenannten Kreuzbäume, befestigt, mit denen die Achse in beide Richtungen gedreht werden kann. In die Welle wird jeweils am oberen und am unteren Ende ein Zapfen fest eingefügt. Damit die Welle beim Drehen nicht schleudert, wird der Zapfen genau zentrisch in die Welle eingesetzt. Der untere Zapfen der Welle, die Spindel, wird aus Stahl hergestellt. Der obere Wellenzapfen wird aus qualitativ hochwertigem Schmiedeeisen gefertigt, dies ist erforderlich, da der Zapfen beim Drehen der Spindelwelle Stößen ausgesetzt ist. Als Lager werden entweder Deckellager oder Seitenlager verwendet, allerdings werden Seitenlager bevorzugt. Der obere Zapfen hat eine größere Länge als eigentlich nötig, diese „Überlänge“ soll verhindern, dass der Zapfen aus dem Lager gleitet, falls sich die Welle senkt.
Im oberen Bereich der Welle ist der Treibkorb angebracht. Auf den Treibkorb werden die Förderseile oder Förderketten gegensinnig aufgewickelt, dadurch können gleichzeitig zwei Lasten in unterschiedlicher Richtung bewegt werden. Für den Göpel in der Schachtförderung hat dies den Vorteil, dass dadurch das Leergewicht der herabfahrenden Fördertonne überwiegend ausgeglichen wird. Sobald die aufwärtstreibende, volle Fördertonne jedoch mehr als zur Hälfte aus dem Schacht heraus getrieben war, bekam das unten hängende Fördergefäß nebst Förderseil Übergewicht und zog in Gegenrichtung. Um dieses zu unterbinden, wurde der Göpel mit dem Göpelhund daran gehindert. Dieser Göpelhund besteht aus einem länglichen Holzstück, das mit eisernen Zacken versehen ist. Damit der Göpelhund genügend Gewicht hatte, wurden zwei, etwa sieben Fuß lange und zwei Fuß dicke, Baumstämme mit Zwerghölzern verbunden. Zusätzlich wurde das Holzstück, wenn es nicht schwer genug war, noch mit Steinen beschwert. Der Göpelhund wurde mit einer Kette oder einem Seil am Göpel befestigt. Dazu wurde ein sogenannter Hundsnagel schief in einen der Zugbäume geschlagen und das Seil daran befestigt. Wenn der Göpel bewegt wurde, zog er den Göpelhund hinter sich her, der dadurch über den Boden geschleift wurde und so das unerwünschte gegenläufige Ziehen verhinderte.
Damit der Göpel während des Laufes auch zum Stehen gebracht werden kann, wenn z. B. eine Fördertonne abspringt, ist ein Bremswerk angebracht. Das Bremswerk dient dazu, bei schweren Abwärtslasten den Göpel zu verzögern, und entlastet somit die Zugtiere. Das Bremswerk besteht aus zwei liegenden Bremssäulen, die drehbar am Gebälk des Treibehauses befestigt sind. An diesen Bremssäulen befinden sich als Bremsklotz sogenannte Bremszirkelstücke. Diese drücken beim Betätigen der Bremse auf eine Bremsscheibe, die sich auf der Antriebswelle befindet, und bremsen dadurch den Göpel ab.
Göpelhaus 

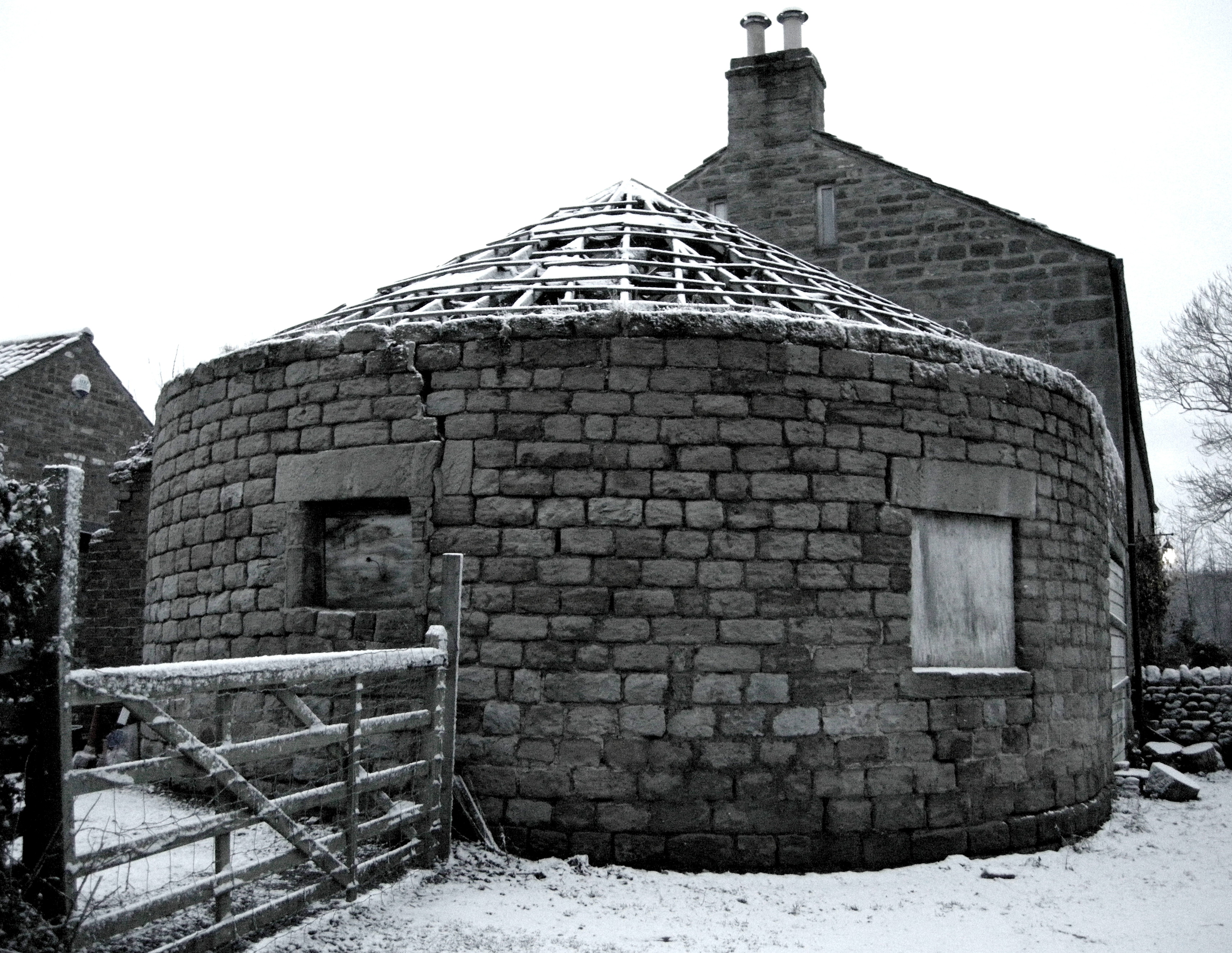
Horse engine house oder Gin gang von Hudson Barn

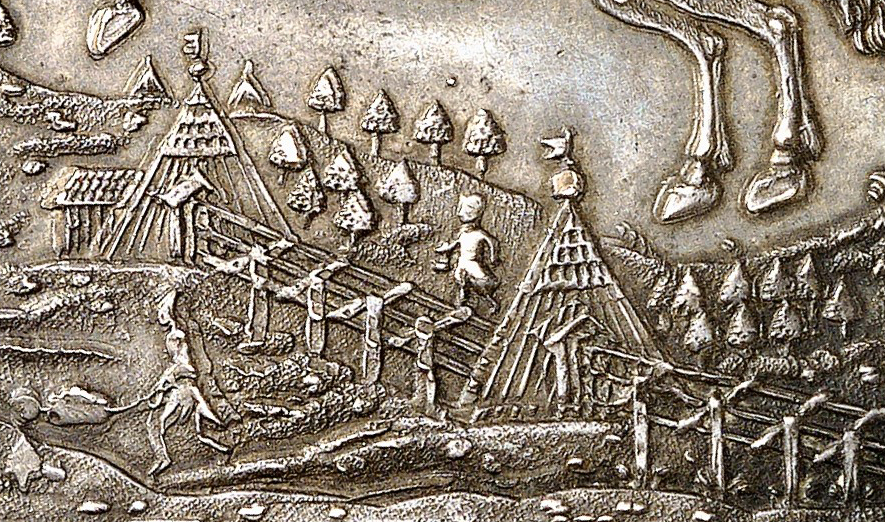
Kegelförmige Göpelhäuser und Feldgestänge im Oberharzer Bergbau, auf einem Löser zu 1½ Talern von Herzog Ernst August, Fürst von Calenberg, 1681

Zum Schutz des Pferdeknechtes und der Pferde vor Zugluft wurde oft ein (rundes oder hexagonales) Gebäude erbaut, das als Göpelschauer (englisch Gin gang; Horse engine house oder Horse mill) bezeichnet wird.
Die Formen der Göpel waren in den jeweiligen Revieren sehr unterschiedlich. Im Harzer Bergbau hat das Göpelhaus, auch Gaipel genannt, einen kegelförmigen Aufbau. Im Freiberger Bergbaurevier wurden offene sogenannte Spießgöpel verwendet. Damit die Zugtiere nicht zu enge Kreise laufen mussten, hatte der Göpelraum einen Mindestdurchmesser von 11 m bis 12 m (36 ft bis 40 ft). Auch musste berücksichtigt werden, welche Zugtiere verwendet werden, da diese unterschiedliche Laufgeschwindigkeiten haben. Bei Pferden beträgt diese 1,2 bis 3,5 m/s, bei Ochsen 0,6 bis 0,7 m/s. Dementsprechend musste die Übersetzung und die Länge des Zugarms gewählt werden. Die Laufbahn der Zugtiere musste eben sein und leicht nach außen abfallen, um Feuchtigkeit besser ablaufen zu lassen. Im Bergbau wurde das Göpelhaus so platziert, dass der Pferdeknecht stets auf die Hängebank sehen konnte.

### Tretgöpel

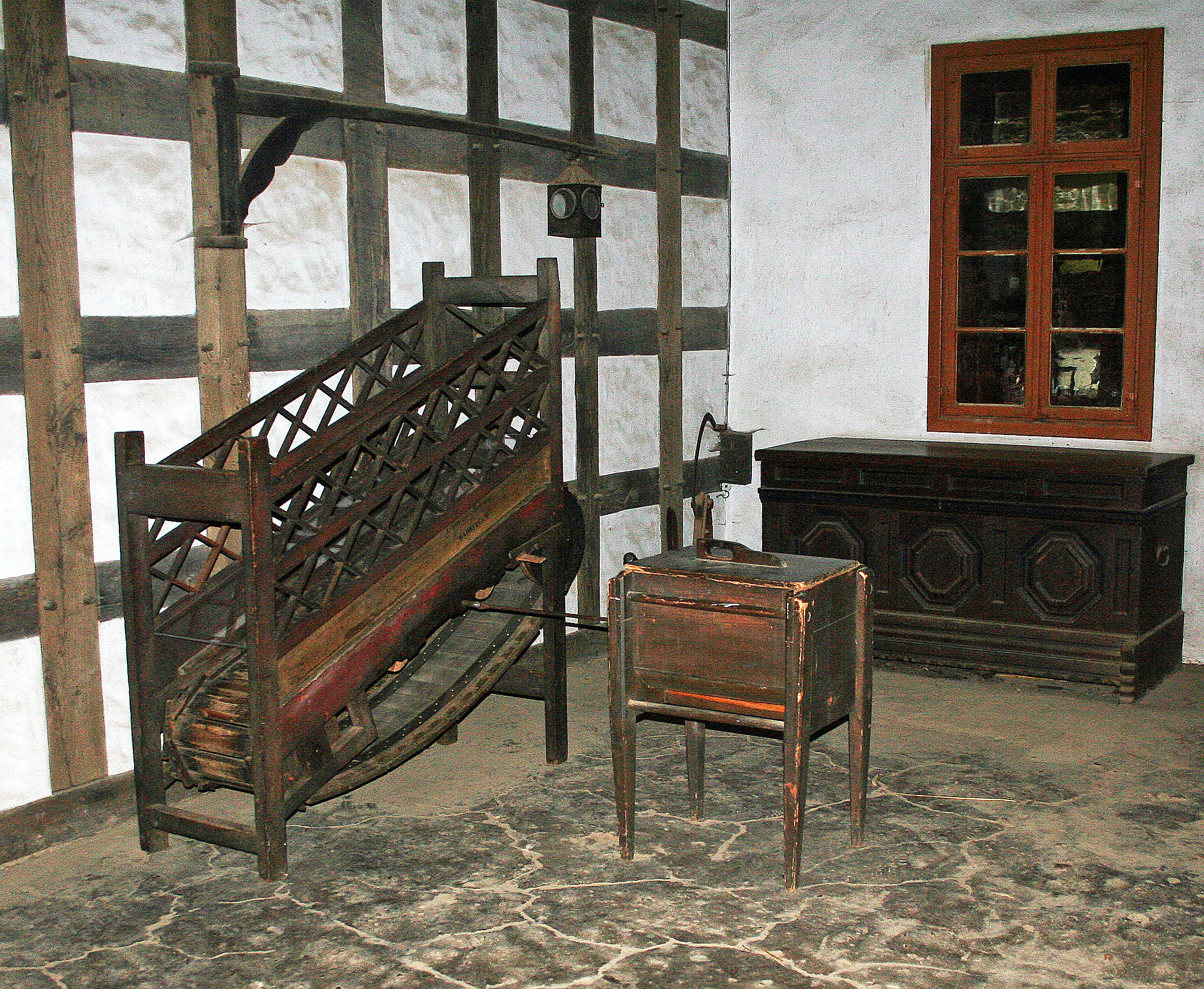
Hundegöpel im Museumsdorf Cloppenburg zum Drehen des Buttergefäßes – ein frühes Beispiel für die Mechanisierung der Landwirtschaft. Der Hund läuft in dem Käfig leicht aufwärts und treibt die Holzkette an, die mit dem Butterfass rechts im Kasten verbunden ist.

Tretgöpel (auch Tretbrücke oder amerikanisches Tretwerk) sind eine Art Tretwerk, bei dem das Tier auf einer geneigten Fläche steht, die aus einzelnen Tafeln besteht, die als endloses Band angeordnet sind. Die Tafeln tragen Kettenbolzen, die sich in die Gabelzinken eines Kettenrades einlegen. Bei der Gehbewegung des an einem Punkt angebundenen Tieres schieben sich die Kettenglieder unter dessen Hufen abwärts, wodurch das Kettenrad in Bewegung versetzt wird. Tretgöpel, die insbesondere für Pferde eingerichtet sind, nennt man auch Rosswerke, Rossmaschinen, Rossmühlen oder Rosskünste. Vorteile dieses Göpeltyps sind zum einen die geringeren Abmessungen als die eines gleichstarken Zuggöpels. Zum anderen wird bei diesem Göpeltyp die Arbeitskraft der Tiere besser ausgenutzt.

### Handgöpel
Handgöpel werden durch den Menschen manuell in Bewegung gebracht. Es gibt Handgöpel mit stehender und solche mit liegender Welle. Beim Handgöpel mit stehender Welle ist die Welle in einem kleinen Gestell beweglich gelagert. Die Welle hat, je nach Göpel, eine Höhe von drei bis vier Ellen und einen Durchmesser von 12 bis 18 Zoll. Die Lagerung der Welle erfolgt mittels Zapfenlager. In einer Höhe von 1 bis 1½ Ellen vom Boden aus sind, je nach Göpelgröße, entweder zwei oder vier horizontale Arme befestigt. Es gab auch Handgöpel mit mehr als vier Armen. Diese Arme werden als Schubstangen, Schiebstangen oder Zugstangen bezeichnet. Die Schubstangen haben eine Länge von vier Ellen. Die Menschen wirken senkrecht auf die Schiebstangen ein, indem sie von sich wegdrücken. Am oberen Ende der Welle befindet sich der Seilkorb. Hierauf wird das Seil, je nach Bedarf, auf- oder abgewickelt. Handgöpel mit liegender Welle haben vom Aufbau her eine große Ähnlichkeit mit einem Haspel, allerdings wird auch beim Handgöpel mit liegender Welle das Seil auf einen Seilkorb aufgewickelt.

## Göpel der zweiten Generation

### Allgemeines
Bei dieser Göpelgeneration war die Arbeitsmaschine vollständig von der Kraftmaschine abgekoppelt. Diese Göpel wurden industriell gefertigt und bestanden fast komplett aus Stahl oder Stahlguss. Die Getriebe wurden aus Metall gefertigt. Anstelle der ungenau geschmiedeten Zahnkränze verwendete man präzise gefertigte Zahnräder. Die Bodengestelle und die Zugbäume dieser Göpel wurden auch weiterhin überwiegend aus Holz gefertigt. Durch diese Art der Fertigung hatte man nun einen universell einsetzbaren Göpel. Aufgrund des Werkstoffes hatten diese Göpel nun geringere Abmessungen und waren zudem leichter und somit auch transportabel. Damit diese Göpel einfach und zügig von einem Einsatzort zum anderen transportiert werden konnten, wurden sie auf ein fahrbares Gestell montiert. Damit der Göpel auch sicher zum Stehen gebracht werden konnte, wurde er mit neu entwickelten Bremsen ausgestattet. Mit diesen Regulierbremsen war es auch möglich, die Geschwindigkeit des Göpels zu regulieren. Zusätzlich waren die neuen Göpel auch mit einer Sperrkupplung ausgestattet. Diese Kupplung wurde zwischen dem Göpel und der Transmissionswelle montiert. Sie bewirkte, dass die Betriebswelle sofort blockierte, wenn der Göpel in entgegengesetzter Richtung angetrieben wurde. Um die Verbindung zwischen Göpel und Arbeitsmaschine schnell zu trennen und gleichzeitig beide Maschinen abzubremsen wurden spezielle Loskupplungen eingesetzt. Durch diese Kupplungen wurde verhindert, dass die Tiere im Falle eines technischen Defektes von den Zugbäumen geschlagen wurden oder aufgrund des Wegfalles des Widerstandes hinfielen. Weitere Modifikationen waren Schutzabdeckungen über dem Mittelgetriebe, der Wellenkupplung und der Transmissionwelle.

### Stirnradgöpel
Der Stirnradgöpel ist die einfachste Form eines liegenden Göpels. Er gehört zu den liegenden Göpeln. Das Triebwerk dieses Göpels ist auf einer Grundplatte oder einem Holzkreuz montiert. Bei diesem Göpel besteht die erste Getriebestufe aus einem Stirnradgetriebe. Das Getriebe dieses Göpels hat in der Regel nur zwei Übersetzungsstufen. Das erste große Stirnrad ist an einer senkrechten Welle montiert. Diese Welle ist oben und unten in Zapflagern beweglich gelagert. Am oberen Ende der Welle befindet sich eine Halterung, an der die Zugbäume befestigt sind. Damit die der Drehbewegung weitergeleitet werden kann. befindet sich noch ein weiteres, kleineres, Zahnrad im Göpel. Dieses Zahnrad ist auf einer Welle montiert. Das kleine Stirnrad greift mit seinen Zähnen in die Zähne des größeren Stirnrades. Damit der Göpel von der Arbeitsmaschine getrennt werden kann, ist zwischen Göpel und Arbeitsmaschine eine manuell leicht ausrückbare Kupplung zwischengebaut. Über eine waagerechte Transmissionswelle, die an die Kupplung angebracht ist, erfolgt die Energieweiterleitung zur Arbeitsmaschine. Damit die Zugtiere nicht über die waagerechte Transmissionwelle stolpern, muss der Göpel am Aufstellungsort so tief im Boden verankert werden, dass die Welle nicht hervorragt. Die Welle wird aus Sicherheitsgründen mit einem abnehmbaren Schutzkasten überdeckt, der mit Pflöcken am Boden befestigt wird. Störanfällig bei diesem Göpeltyp war die einfache Zapfenlagerung der ersten Getriebestufe. Da es an den Zahnrädern zu hohen Umfangskräften kommen kann, können die Zapfen beim Betrieb leicht verbogen werden.

### Glockengöpel
Neben dieser allgemeinen Form gibt es auch noch Göpel, bei dem die Übersetzung von einem Ständer umschlossen ist, diese Bauform wird Glockengöpel genannt. Der Glockengöpel besteht aus einer gusseisernen Grundplatte, der sogenannten Soolplatte. Auf dieser Platte sind sowohl die vertikalen als auch die horizontalen Wellen montiert. Über der Grundplatte ist ein Dom (Gehäuse) aus Gusseisen montiert. Dieser Dom trägt das obere Lager der vertikalen Welle und umschließt gleichzeitig die konischen Übersetzungsräder. Solche Glockengöpel, deren erster Konstrukteur H.H. Bestall aus Maldon war, wurden vielfach gebaut.

### Bügelgöpel
Der Bügelgöpel ist der leistungsstärkste Göpel seiner Klasse. Das liegt daran, dass er so konstruiert ist, dass zu seinem Antrieb bis zu acht Pferde angeschirrt werden können. Auf dem Grundrahmen ist ein stählerner Bügel anmontiert, unter dem sich das Getriebe befand. In diesem Bügel konnten die Wellen beidseitig gelagert werden.

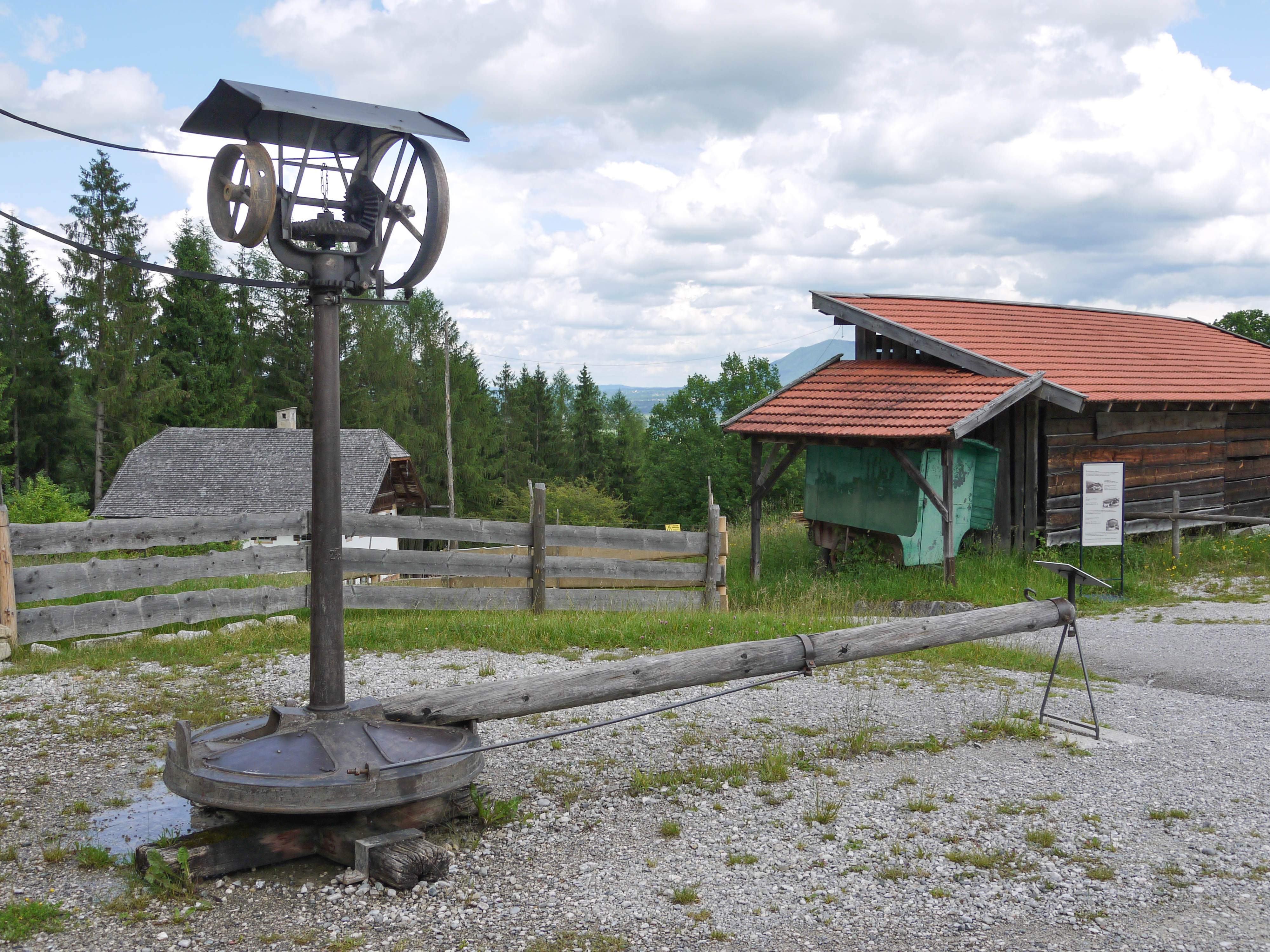
Säulengöpel im Freilichtmuseum Glentleiten

### Säulengöpel
Der Säulengöpel besteht aus einem geteilten mehrstufigen Getriebe. Von diesem Getriebe sind zwei Zahnradpaare auf einem Grundrahmen drehbar gelagert. Auf dem Hauptrad des Getriebes ist eine rund zwei Meter hohe Säule angebracht. Diese Säule besteht aus Gusseisen. Im oberen Bereich der Säule ist ein Lagerbock befestigt, in dem eine horizontale Welle drehbar gelagert ist. Auf dieser Welle ist eine Riemenscheibe befestigt. In die Säule ist die Antriebswelle integriert. Am oberen Ende ist die Antriebswelle entweder direkt oder über zwei Kegelzahnräder mit der Riemenscheibe verbunden und treibt diese an. Damit die Riemenscheibe beliebig horizontal bewegt werden kann, ist der Lagerbock in der Regel an der Säule drehbar gelagert. Durch den Riemenscheibenantrieb kam es zu erheblich weniger Zahnradbrüchen als bei anderen Göpeln. Dies lag daran, dass der Riemen in der Regel bei Überlastung von der Riemenscheibe sprang. Allerdings waren diese Göpel, bedingt durch die relativ hohe Biegebelastung der Säule, weniger belastbar als liegende Göpel.

## Antriebsarten

### Allgemeine Unterscheidung nach Antriebsart
Bei Göpeln gibt zwei Arten des Antriebes:
- Antrieb durch Muskelkraft
- Antrieb durch Maschinenkraft

Diese beiden Arten sind auch in ihren Dimensionen verschieden. Mittels Muskelkraft angetriebene werden entweder durch menschliche oder durch tierische Muskelkraft angetrieben. Bei maschinellen Göpelantrieben wird je nach örtlichen Gegebenheiten entweder die Wasserkraft oder der Dampfantrieb verwendet.

### Antrieb durch Muskelkraft

#### Vom Menschen angetriebene Göpel
Bei vom Menschen angetriebenen Göpeln unterscheidet man zwei Arten:
- Göpel, die durch die menschliche Muskelkraft angetrieben werden
- Göpel, die durch das Körpergewicht des Menschen angetrieben werden.[41]

Durch Muskelkraft angetriebene Göpel sind Handgöpel. Diese sind vom Antrieb her so ähnlich aufgebaut wie ein Hornhaspel. Allerdings wird auf der Haspelwelle nicht das Förderseil aufgewickelt, sondern es befindet sich in der Mitte der Welle ein Zahnrad. In dieses Zahnrad greift das Zahnrad einer zweiten Welle mit Getriebe ein. An der Welle sind die sogenannten Korbfächer angebracht, über die das Förderseil angetrieben wird. Das Förderseil wird über Seilscheiben in den Schacht abgelenkt. Göpel, die durch Verlagerung des Körpergewichts angetrieben werden, verwenden ein Tret- oder Laufrad.

#### Durch Tiere angetriebene Göpel

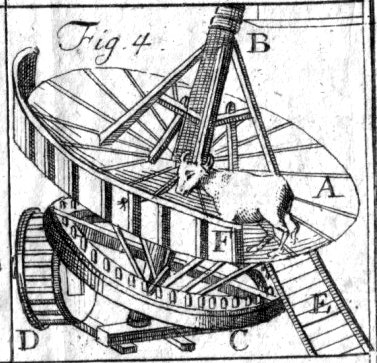
Tretgöpel mit Rind, nach A. Meltzer, 1805

Bei durch Tieren angetriebenen Göpeln werden die Tiere zum Antrieb des Göpelwerks in der Regel im Kreis herumgetrieben. Der Raum, in dem die Tiere bewegt werden, wird Göpelplatz, Göpelherd, Herd oder Rennbahn genannt. Als antreibende Tiere werden Pferde, die Göpelpferde, oder Ochsen und in seltenen Fällen auch Hunde verwendet. Die Zugkraft der Tiere wirkt beim Rundganggöpel dadurch, dass sie angeschirrt am Hebebaum um die senkrechte Göpelspindel eine Kreisbahn ziehen. Dieser Hebebaum wird auch Zugbaum, Schwenkbaum, Kreuzbaum oder Schwengel genannt. Meist ist eine Änderung der Kraftrichtung erforderlich, die durch Stirn- oder Kegelräder zwischen der Hauptwelle und der Transmission in die gewünschte Richtung geleitet wird. Genügt das nicht, um eine ausreichende Drehgeschwindigkeit zu erzielen, werden weitere Räderwerke, so genannte Zwischengestelle, eingeschaltet. Ein Pferd leistet an einem Göpel etwa siebenmal so viel wie ein Mensch. Es hat sich herausgestellt, dass ein Pferd bei der Arbeit am Göpel schneller ermüdet und weniger zu leisten vermag als an einem Frachtkarren. Dies liegt an der krummlinigen Bewegung im Göpel. Bedingt dadurch kann ein Pferd im Göpel nur 75 Prozent der Zugkraft aufbringen, die es ansonsten auf gerader Strecke bringt. Über einen Arbeitstag gerechnet liegt die Leistung eines Pferdes zwischen 0,55 und 0,7 PS. Hinzu kommt, dass die Tiere, wenn sie am Göpel erst einmal in einer bestimmten Geschwindigkeit gehen, diese nicht schnell ändern können. Die durchschnittliche Geschwindigkeit mit der sich ein Pferd im Göpel bewegt liegt bei 0,9 Metern pro Sekunde. Werden mehrere Pferde gleichzeitig an einem Göpel eingesetzt, so muss dafür gesorgt werden das alle Tiere gleichmäßig belastet werden.
Insbesondere die Zug- und Haltungsbedingungen waren für die Pferde suboptimal. Dies lag insbesondere an dem teilweise engen Kurvenradius. Der dadurch hervorgerufene ungleiche Zug führte zu starken Körperbiegungen. Werden Tiergöpel im Bergbau zur Schachtförderung eingesetzt, kann es bei niedergehenden Lasten dazu kommen, dass der Göpel vor Erreichen des tiefsten Punktes schneller wird und die Zugtiere sich gegen die Last stemmen müssen. Zu den körperlichen Belastungen kam auch der psychische Stress, was bei Dauereinsatz zu einer starken Belastung der Tiere führte. Damit das Pferd die kreisförmige Bewegung im Göpel nur wenig spürt, muss der Schwengel möglichst lang sein. Bei Pferden darf der Schwenkbaum nicht kürzer als 4,9 m sein. Die gebräuchlichste Länge für den Kreuzbaum ist 5,5 m bis 6,1 m, bei tieferen Schächten wurden auch längere Zugbäume verwendet. Um die zusätzliche Belastung der Zugtiere bei niedergehender Last zu vermeiden, sind technische Umbauten am Göpel erforderlich. Hierzu wird eine mit Steinen beschwerte Schleife, der Schlepphund, an den Hebebaum angehängt. Die Einsatzzeit der Pferde darf nicht länger als drei Stunden an einem Stück sein, anschließend müssen die Tiere drei Stunden ausruhen können. Bei täglichem Einsatz sinkt die maximale Arbeitszeit auf zwei Stunden, gefolgt von vier Stunden Ruhe.

### Maschinelle Antriebe

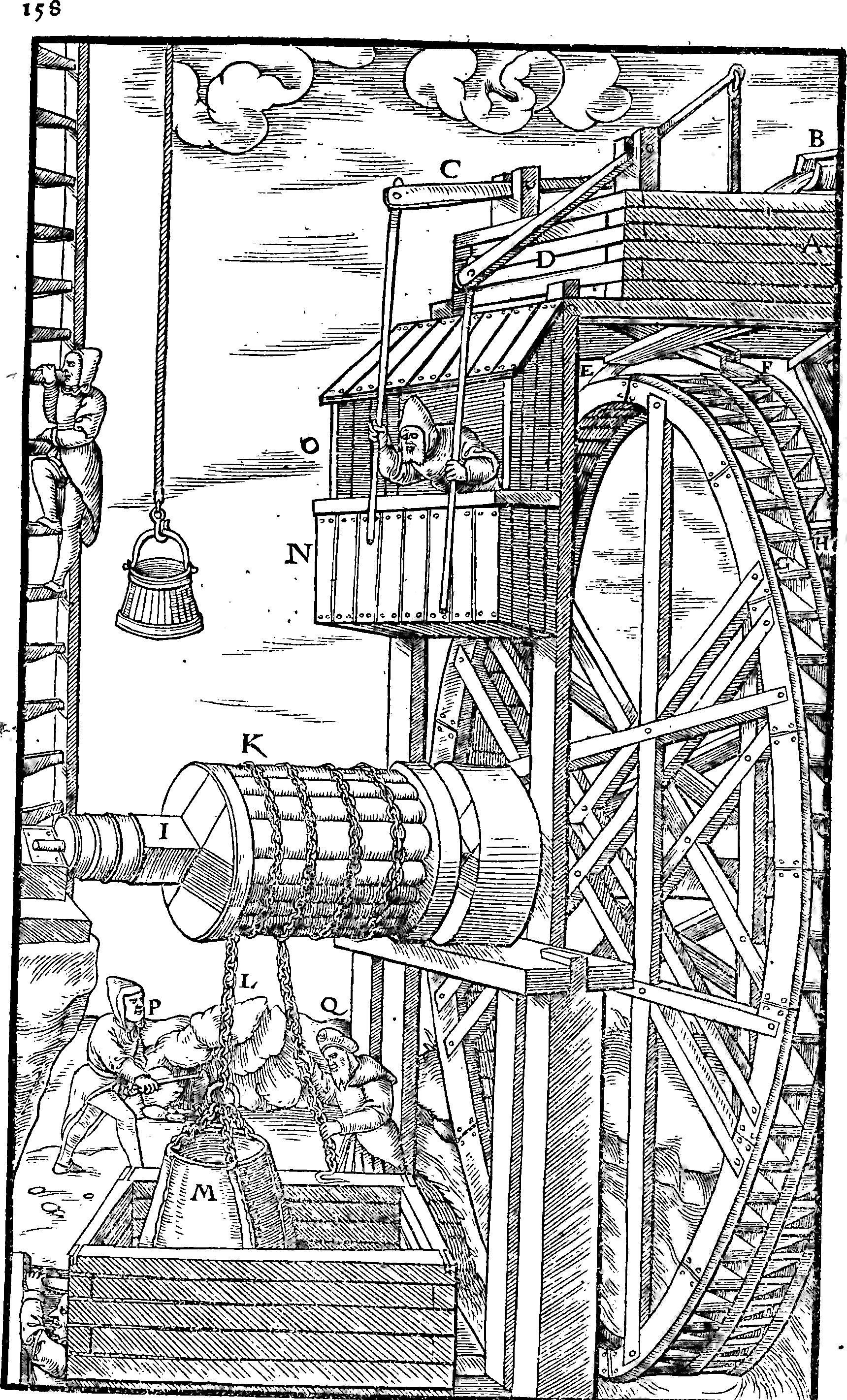
Bild eines hydraulischen Göpels mit Kehrwasserrad zur Hebung von Grundwasser aus einem Bergwerksschacht in Georgius Agricola De re metallica (1556). Solche Wassergöpel wurden auch zur Erzförderung eingesetzt. Der Richtungswechsel der Förderseile war durch Wechsel der Schieberzüge für das Aufschlagwasser schneller möglich, als beim Pferdegöpel, bei dem umgespannt werden musste.

Zur Leistungssteigerung wurden, wo es möglich war, Göpel mit Wasserkraft, mit Windkraft oder mit Dampf angetrieben.
Hydraulische Göpel wurden in den Bergrevieren eingesetzt, in denen Wasserkraft in großem Maße zur Verfügung stand. Angetrieben werden Wassergöpel durch Wasserräder, Wassersäulenmaschinen oder langsamlaufende Turbinen (Schwamkrugturbine). Je nach Gefälle wurde das antreibende Wasserrad über oder unter Tage eingebaut. Göpel mit einem Untertage-Wasserrad benötigen ein Vorgelege. Bei Übertage-Göpeln befinden sich das Wasserrad und der Seilkorb auf einer Welle. Wenn das antreibende Wasserrad untertägig installiert ist, werden zwei separate Wellen benötigt, die jeweils zwei doppelt gekröpfte Krummzapfen haben. Durch diese Konstruktion wirken die Kurbelstangen des Wasserrades stets ziehend und niemals schiebend. Die Fördergeschwindigkeit der mit Wassergöpel angetriebenen Fördergefäße liegt in tonnlägigen Schächten zwischen einem halben und einem Meter pro Sekunde. Vorteilhaft gegenüber Dampfgöpeln ist der geringere Kostenaufwand für die Unterhaltung. Nachteilig ist die geringe Förderleistung bei Wassermangel.
Windgöpel sind Göpel, die durch ein Windrad angetrieben werden. Im Bergbau wurden solche Windgöpel bereits im Jahr 1578 und später dann auch Anfang des 17. Jahrhunderts im Harzer Bergbaurevier eingesetzt. Diese Göpel wurden aber bald wieder abgerissen, da sie die in sie gesetzten Erwartungen nicht erfüllen konnten. Grund hierfür war der unregelmäßig wehende Wind, der eine geordnete und planbare Förderung erschwerte oder sogar teilweise unmöglich machte. Um dennoch die Windkraft nutzen zu können, wurden Windgöpel kombiniert mit einem Antrieb mittels Pferdegöpel.
Dampfgöpel liefern von allen Göpeln die größte Antriebsleistung. Sie wurden überwiegend zur Förderung in Kohlenbergwerken eingesetzt. Diese haben den großen Vorteil, dass sie eine regelmäßige Kraft liefern und gut zu regulieren sind. Mit ihnen lassen sich Geschwindigkeiten bis zu 13 Meter pro Sekunde erzielen. Ein weiterer Vorteil des Dampfgöpels ist, dass er örtlich fast unbeschränkt eingesetzt werden kann. Im preußischen Bergbau wurden als Fördermaschinen überwiegend Dampfgöpel eingesetzt. Obwohl sich der Dampfgöpel im Bergbau durchsetzte und den Pferdegöpel allmählich ablöste, konnte er sich im Tunnelbau nicht komplett durchsetzen. Die Gründe hierfür waren extrem hohe Kohlenpreise oder der Mangel an Speisewasser für die Maschinen. Aber auch Beschaffungsprobleme und die hohen Kosten für die Maschinen, die sich über die Laufzeit nicht amortisierten, waren weitere Gründe dafür.

### Anwendung der einzelnen Antriebsarten
Der Antrieb von im Bergbau eingesetzten Göpeln erfolgte anfangs meist mittels Pferdekraft. Meist erfolgte der Einsatz eines einzelnen Pferdes bzw. von zwei Pferden, in Einzelfällen sollen aber auch bis zu 20 Pferde zum Einsatz gekommen sein. Pferdegetriebene Göpel konnten für Schachtteufen von bis zu 350 Metern eingesetzt werden. Die Nutzung des Pferdegöpels veränderte die Bauweise der Bergbauschachtanlagen. Im Gegensatz zur Handhaspel konnte die Laufbahn der Pferde nicht direkt über den Schacht verlegt werden, so dass sie an das Schachthaus angebaut wurde. Typisch für die Pferdelaufbahn ist die zeltartige Dachkonstruktion, die je nach klimatischer Lage in offener oder geschlossener Bauweise ausgeführt wurde. Der anfänglichen Nachteil des Pferdegöpels, das Umschirren der Pferde bei dem Richtungswechsel, wurde durch die Einführung des Wendegeschirres aufgehoben. In den „modernen“ Varianten wurde die Richtungsänderung mittels eines Vorgeleges realisiert.
In wasserreichen Gegenden wurde, wo es möglich war, die Pferdekraft schrittweise durch die Wasserkraft ersetzt. Die Nutzung der Wasserkraft geschah durch verschiedene Typen von Wasserrädern und Turbinen. Die spezielle Konstruktion des Kehrrades nutzte man vorwiegend zur Förderung, aber auch zur Wasserhebung (Bulgenkunst). Einer der frühesten Belege für den erfolgreichen Einsatz eines Kehrrades zur Wasserhebung ist aus der Zeit um 1500/1505 aus dem Bergbaugebiet Baia Mare in den Karpaten überliefert. Wassergöpel waren noch leistungsfähiger als Pferdegöpel und waren für Schachtteufen von bis zu 550 Metern geeignet. Einer der bis heute bekanntesten Wassergöpel wurde 1554 im Silberbergwerk Schwaz eingebaut.

### Kraftübertragung

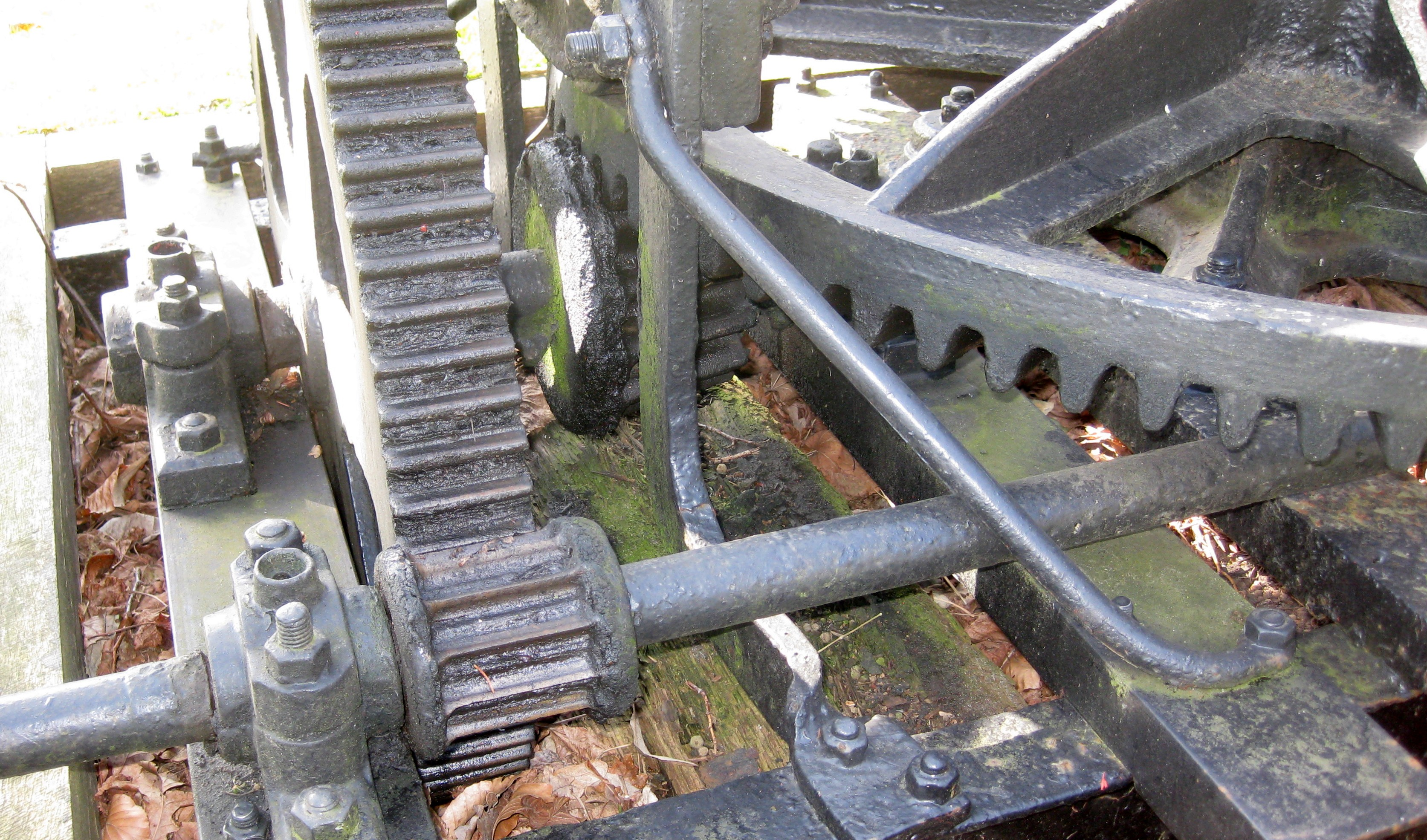
Getriebe eines Pferdegöpels
Das große Zahnrad rechts oben wird von Pferden angetrieben, das kleine Rad in der Mitte sitzt auf einer Welle mit dem linken Rad, das über das kleine Zahnrad am unteren Bildrand eine Maschine rechts über die Welle im angrenzenden Gebäude treibt.

Bei den ersten Göpeln wurde die Kraft vom Göpel direkt auf die Arbeitsmaschine übertragen. In der Regel wird die Kraftübertragung vom Göpel auf die zu treibende Maschine über eine Zahnradübersetzung gehandhabt. Dazu werden oftmals mehrere kleine Vorgelege aufgestellt, durch die dann mehrere Maschinen gleichzeitig angetrieben werden können. Das Vorgelege ist aus Eisen hergestellt und besitzt eine Stirnradübersetzung mit Ausrückvorrichtung. Diese Ausrückvorrichtung ist erforderlich, damit die Tiere, die den Göpel antreiben, auch dann weiter laufen können, wenn die Arbeitsmaschine abgestellt werden muss. Werden Göpel mit nur einem großen Vorgelege verwendet, können auf die letzte Welle des Vorgeleges mehrere Riemenscheiben zum Antrieb verschiedener Maschinen aufgesteckt werden. Bei einpferdigen Göpeln wird die Übersetzung durch konische Räder gebildet. Die Göpel sind so konstruiert, dass der Anhängepunkt für die Antriebsriemen zum Vorgelege möglichst tief liegt. Dies ist erforderlich, damit die Zugtiere die Antriebsriemen beim Laufen leicht überschreiten können. Bei einer anderen Variante erfolgte die Kraftübertragung über Seile oder über Ketten. Hierbei wurde das Zahnradgetriebe durch ein Seil- oder Kettentriebwerk ersetzt.

## Anwendungsbereiche
Göpel wurden in vielen Bereichen eingesetzt. Hauptanwendungsbereiche für Göpel waren der Bergbau und die Landwirtschaft. Im Bergbau wurden Göpel in der Wasserhaltung und als Fördermaschinen eingesetzt um Material im Schacht in die Grube und Mineralien aus der Grube zu fördern. Aus dieser Zeit der Göpelförderung stammt auch der, in der Schachtförderung verwendete Begriff „Treiben“, der die Anzahl der Umläufe der Fördermaschine benennt. In der Landwirtschaft wurden Göpel überwiegend als Antrieb für Dreschmaschinen eingesetzt. Aber auch zum Antrieb von Futterschneidern oder zum Antrieb von Pumpen zur Bewässerung der Felder wurden Göpel in der Landwirtschaft genutzt. In der Bauwirtschaft wurden Göpel zum Heben und Bewegen von Baumaterialien verwendet. Göpel wurden auch auf Schiffen eingesetzt, um diese dann mittels Tieren anzutreiben. Für die Bewegung des Göpels verwendete man Ochsen oder Pferde. So wurde beispielsweise in England ein 20 Meter langes Paketboot mittels Göpel, der von vier Pferden bewegt wurde, angetrieben. Dieses Schiff erreichte eine Geschwindigkeit von rund zehn Kilometern pro Stunde. In den USA wurde ein Fährschiff mittels Pferdegöpel angetrieben. Aber auch an Land wurden Göpel für die Schifffahrt verwendet. So gab es zum Beispiel in Stralsund eine von einem Pferdegöpel angetriebene Slipanlage. Bei der Herstellung von Geschützen wurden Göpel als Antrieb für die Bohrwelle der Bohrmaschine verwendet. Göpel wurden auch in Walzwerken eingesetzt, um Bleiplatten oder Kupferbleche zu walzen. Ein weiterer Anwendungsbereich für Göpel war die Textilindustrie. Hier wurden mechanische Webstühle mittels Göpelantrieb betrieben. Letztendlich wurden Göpel auch häufig zum Schlagen von Milch zu Butter eingesetzt. Hier nutzte man Hunde als Antrieb für den Göpel. Ein solcher Hundegöpel wurde im Cloppenburger Museumsdorf und im Heimathaus Herbern ausgestellt.

### Göpel im Bergbau
Bei seigeren Schächten wurde der Göpel in der Regel senkrecht aufgebaut, dadurch wurde das Seil über die Seilscheiben in einem rechten Winkel umgelenkt. Bei tonnlägigen Schächten ist die Positionierung des Göpels etwas schwieriger. Da die Seilscheiben in der Neigungsebene des Schachtes liegen müssen, wird hier die Stellung der Göpelwelle so ausgerichtet, dass das Seil eine möglichst optimale Umschlingung hat. Der Göpel wird in einer so großen Entfernung vom Schacht aufgestellt, dass der Abstand der Seilkorbwelle vom Schacht mindestens der 20fachen Seilfachhöhe entspricht. Dies ist erforderlich, damit das Seil gleichmäßig auf dem Seilkorb aufgewickelt wird.

### Göpel in der Landwirtschaft

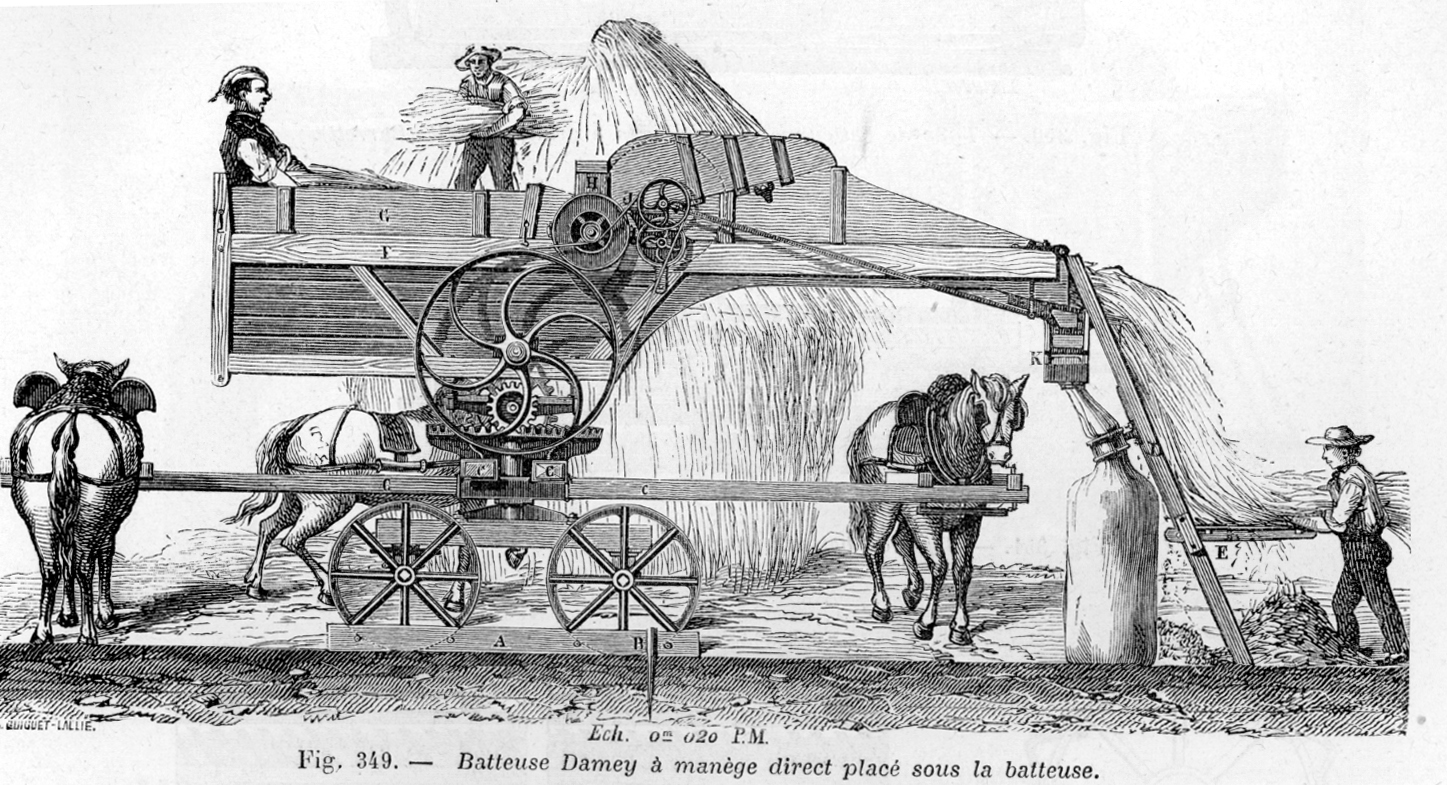
Dreschmaschine mit Pferdegöpel England

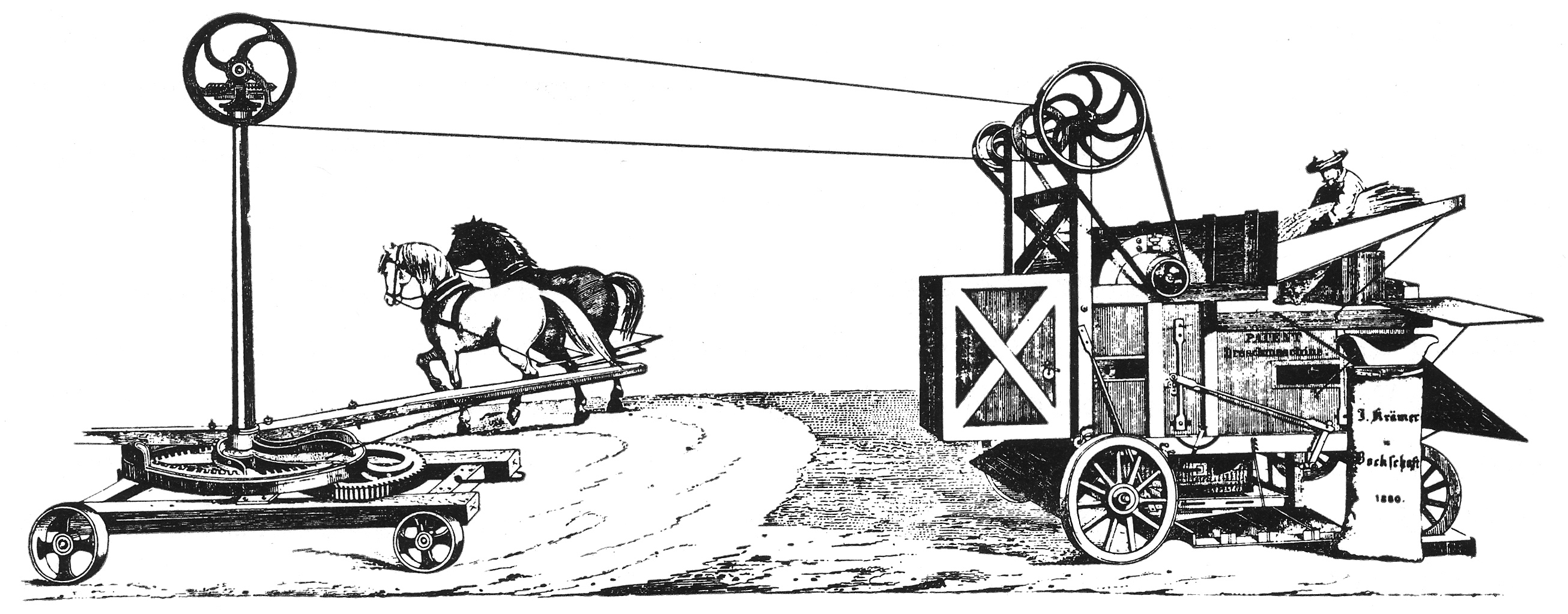
Fahrbare Dreschmaschine mit Säulengöpel, Patent 1876

Göpel wurden als Antrieb für landwirtschaftliche Maschinen angewendet. Die Göpel konnten, je nach Kraftbedarf, mit einem oder zwei Pferden betrieben werden. Da diese Göpel oftmals an verschiedenen Einsatzorten verwendet werden, sind Gebäudegöpel hier in der Regel ungeeignet. Geeignete Göpel für die Landwirtschaft sind liegende Rundganggöpel. Weitere Aspekte, neben der leichten Transportierbarkeit, sind bei landwirtschaftlich genutzten Göpeln der Preis und die Größe des Göpels. Um die Dreschmaschine, an denen der Göpel vorwiegend eingesetzt wurde, anzutreiben, wurde der Göpel in der Regel neben der Dreschmaschine aufgestellt. Damit es zu keinen ungleichmäßigen Bewegungen der Dreschmaschine kommt, muss die genaue Platzierung des Göpel beachtet werden. Der Göpel muss so platziert werden, dass die Verbindungswelle (Kupplungsstange) unter keinem zu starken Winkel zur horizontalen Göpelwelle steht. Dabei muss zusätzlich darauf geachtet werden, dass die Verbindungswelle unter keinem zu großen Winkel an der Dreschmaschinenwelle angreift.
In der Landwirtschaft eingesetzte Göpel waren industriell gefertigt und bestanden zum größten Teil aus Gusseisen. Der Grundrahmen des Göpels war ein Holzrahmen, der aus Stabilitätsgründen entsprechend verstrebt und verzapft war. Auf diesen Rahmen wurden zwei Ständer aus Eisen mit einem Querstück aus Holz angeschraubt. Das hölzerne Querstück dient zur Aufnahme der Übersetzung. Damit die Zugkraft durch ein zweites Pferd erhöht werden kann, werden an dem gusseisernen Kopfstück des Göpels noch zwei Seitenhülsen angebracht. In diese Seitenhülsen kann noch eine zweite Deichsel für ein weiteres Pferd eingesteckt werden. Die Göpelarme waren überwiegend aus Holz gefertigt, nur bei einigen englischen Modellen waren sie aus Eisen gefertigt. Zur Verbindung des Göpels mit der Dreschmaschine muss die Verbindungswelle möglichst tief liegen. Dies ist erforderlich, damit die Zugtiere leicht über die Welle steigen können. Damit sich Personen an der rotierenden Welle nicht verletzen können, muss die Welle mit einer Abdeckung versehen werden. Auch das Getriebe des Göpels muss mit einer Abdeckung versehen sein. Will man mehrere Geräte gleichzeitig betreiben, so sind spezielle Vorgelege erforderlich.

Bildergalerie
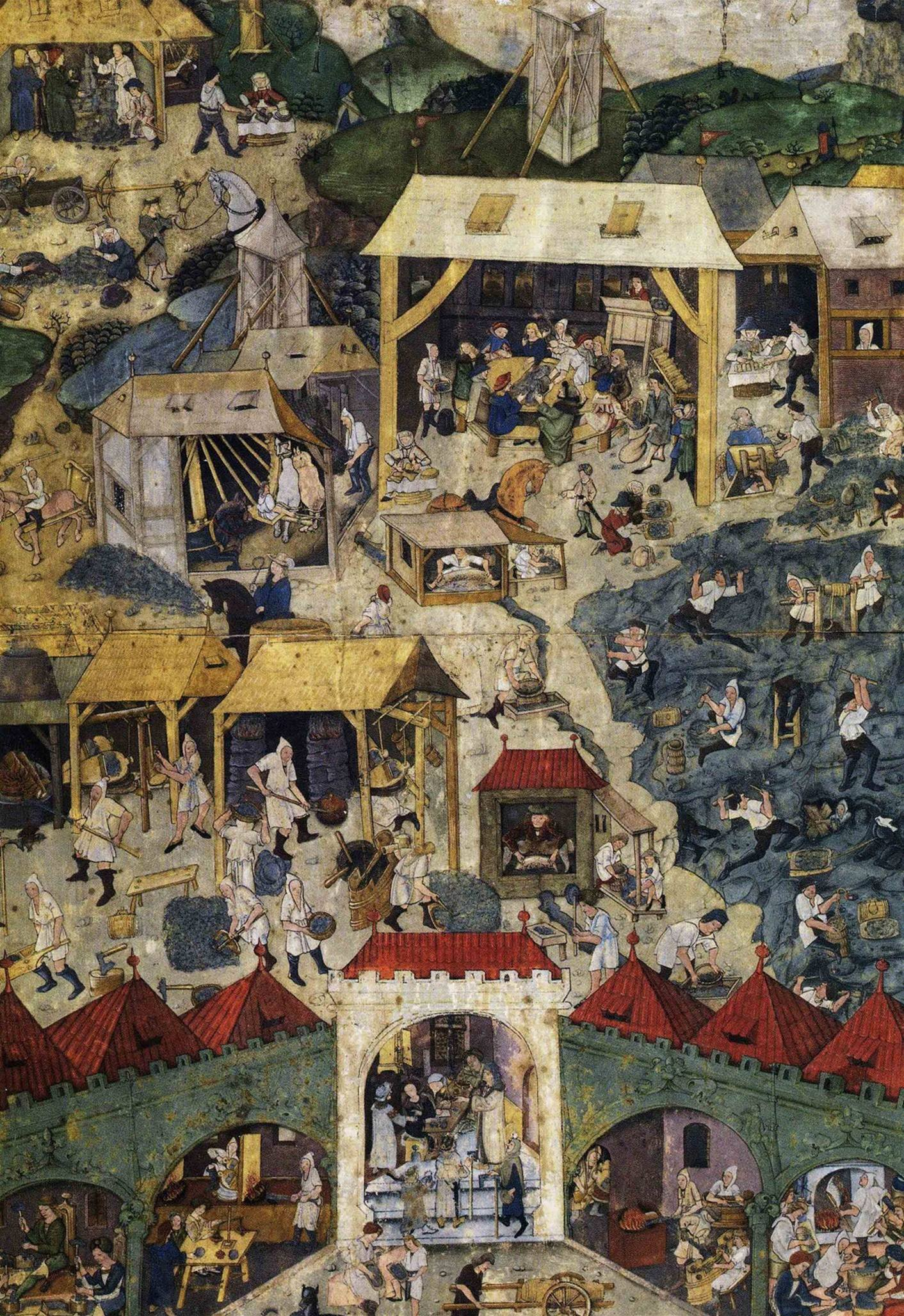
Darstellung des Bergbaus in Kutná Hora Ende des 15. Jahrhunderts, in der Bildmitte links ein Pferdegöpel mit mind. 4 Pferden
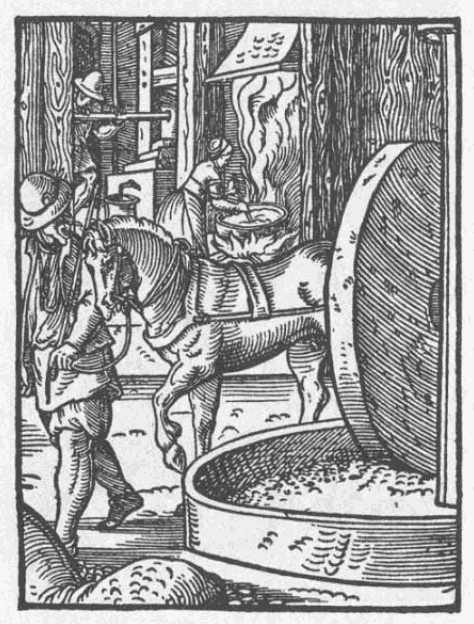
Göpelmühle zur Ölherstellung um 1568
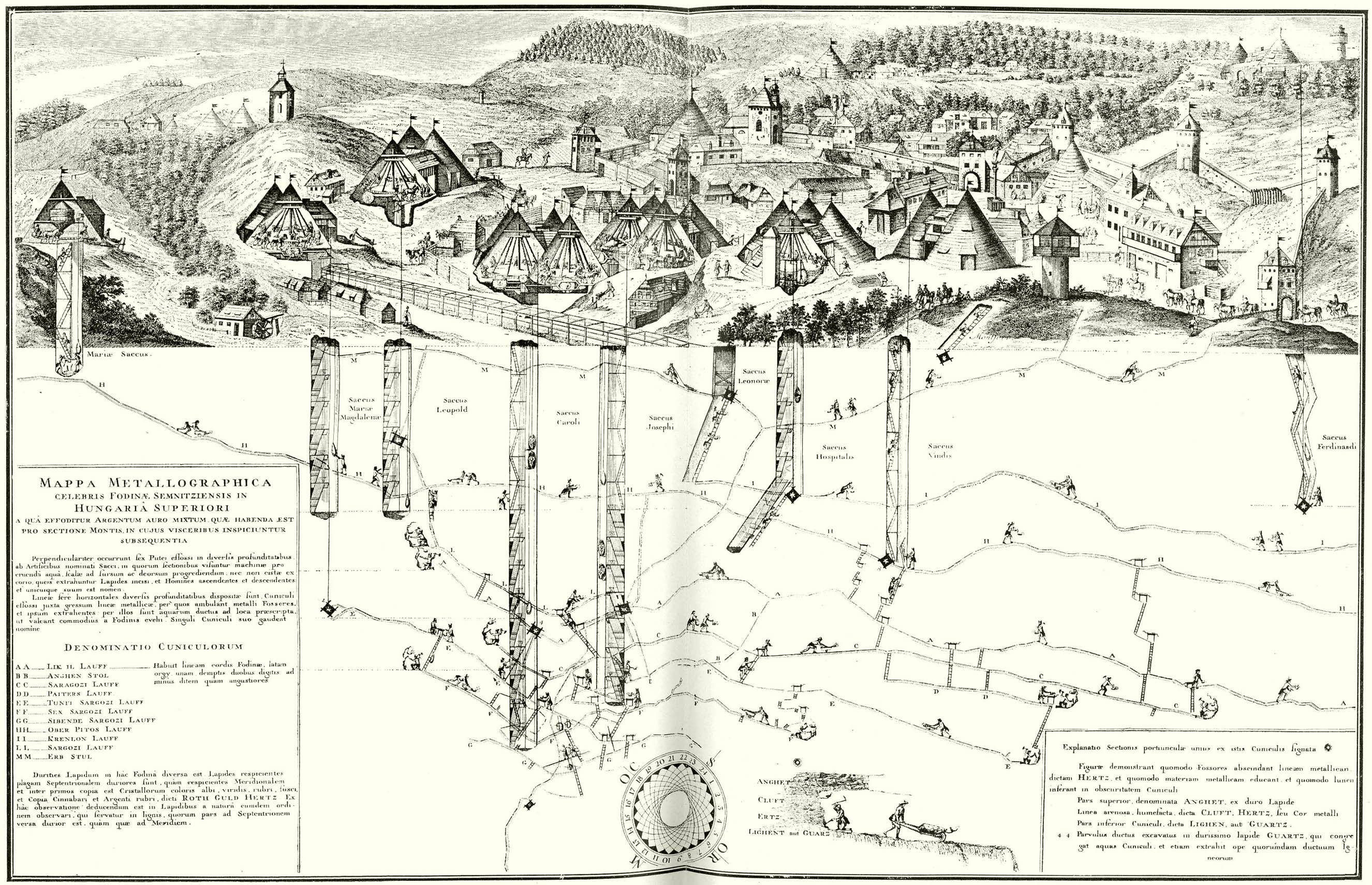
Von Pferdegöpeln geprägte Bergbaulandschaft in Banská Štiavnica (1726)
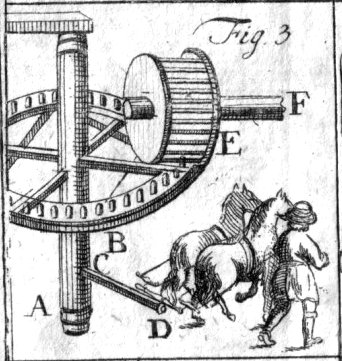
Pferdegöpel oder Rossmühle, nach A. Meltzer, 1805
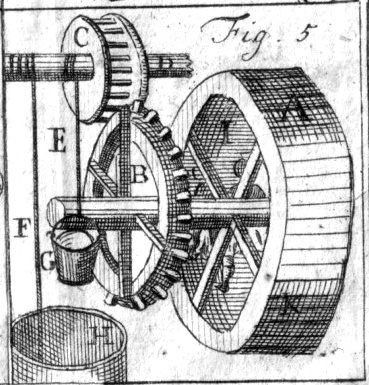
Tretmühle zum Heben von Eimern, nach A. Meltzer, 1805
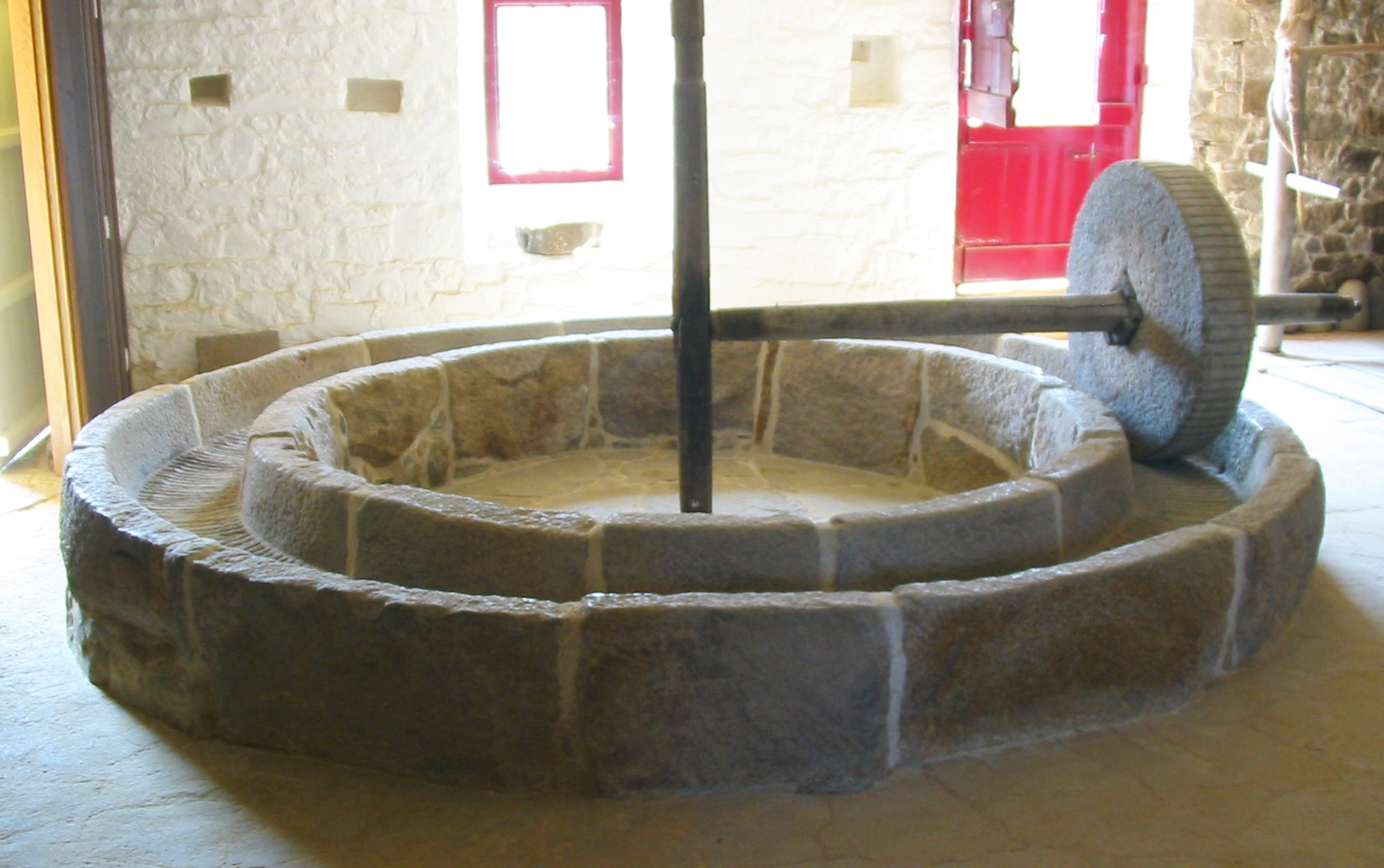
Apfelmühle in The Elms auf Jersey Im Walzengang wurden die Äpfel zermust und dann der Saft herausgepresst.
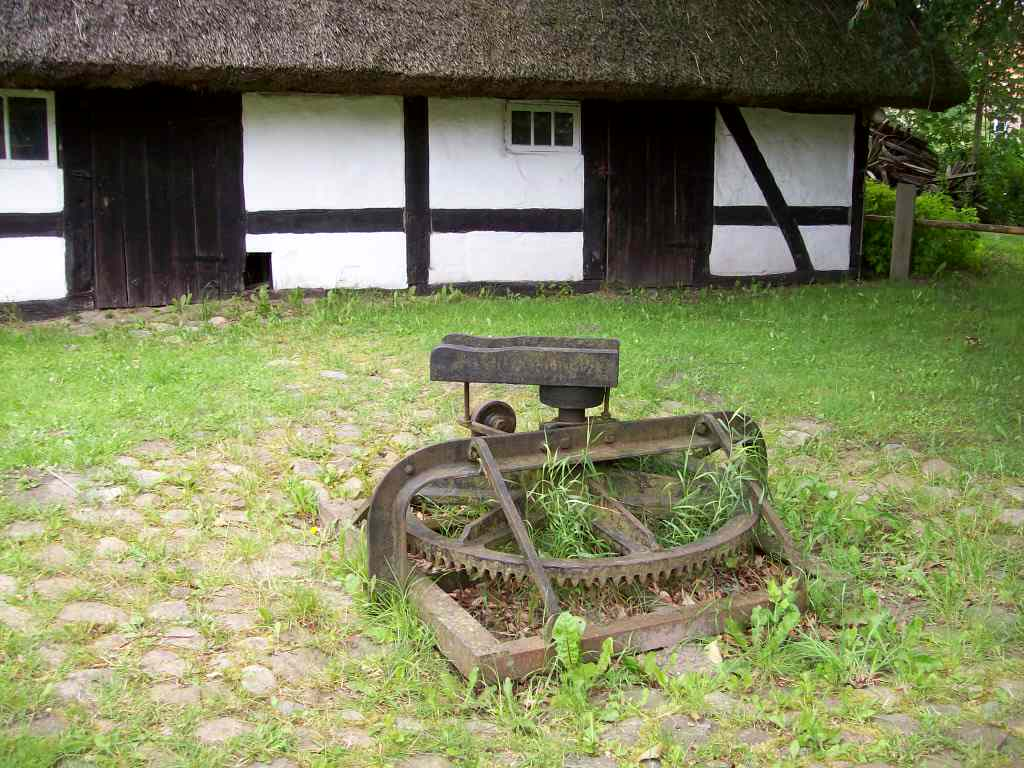
Pferdegöpel im Freilichtmuseum Klockenhagen zum Antrieb landwirtschaftlicher Geräte im benachbarten Gebäude
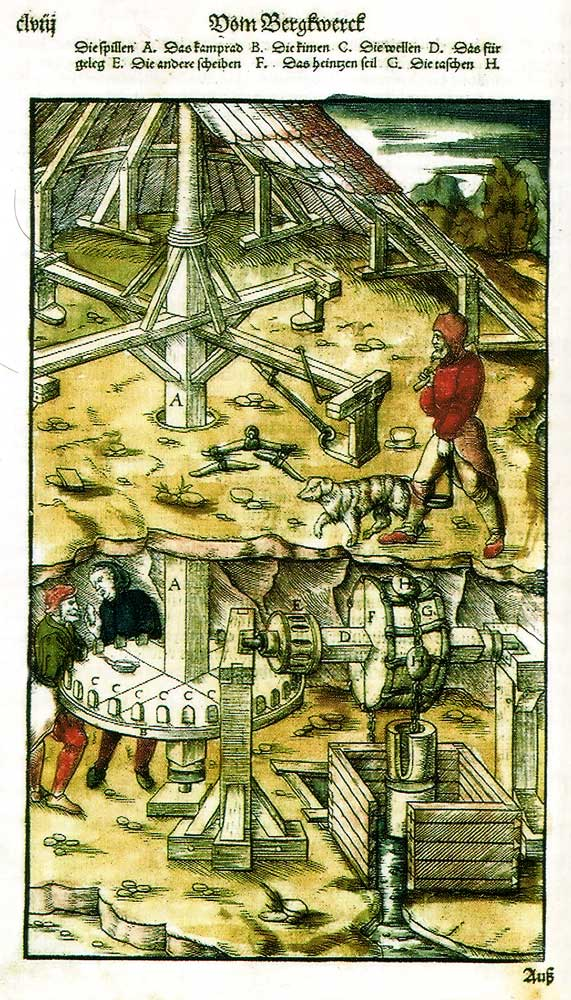
Göpelwerk zur Wasserhaushaltung durch eine Heinzenkunst (siehe Beschriftung: F) im Bergwerk (Agricola, 1556)
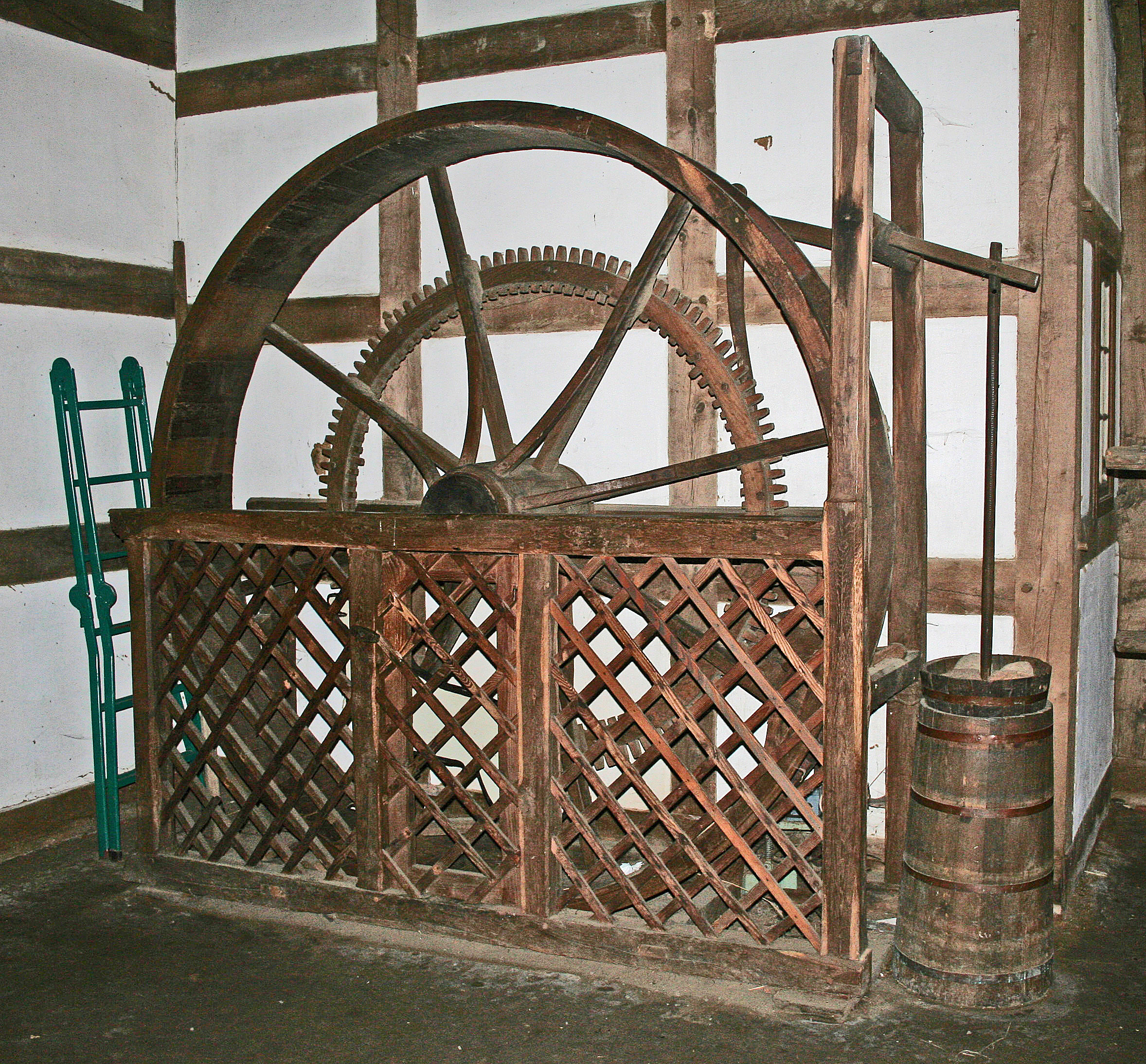
Mit der Tretmühle des Hundegöpels im Museumsdorf Cloppenburg wird ein Stampfbutterfass angetrieben. Der Hund läuft in dem großen Rad und treibt dadurch das Zahnrad an, das über eine Mechanik den Stößer im Butterfass auf und ab bewegt.
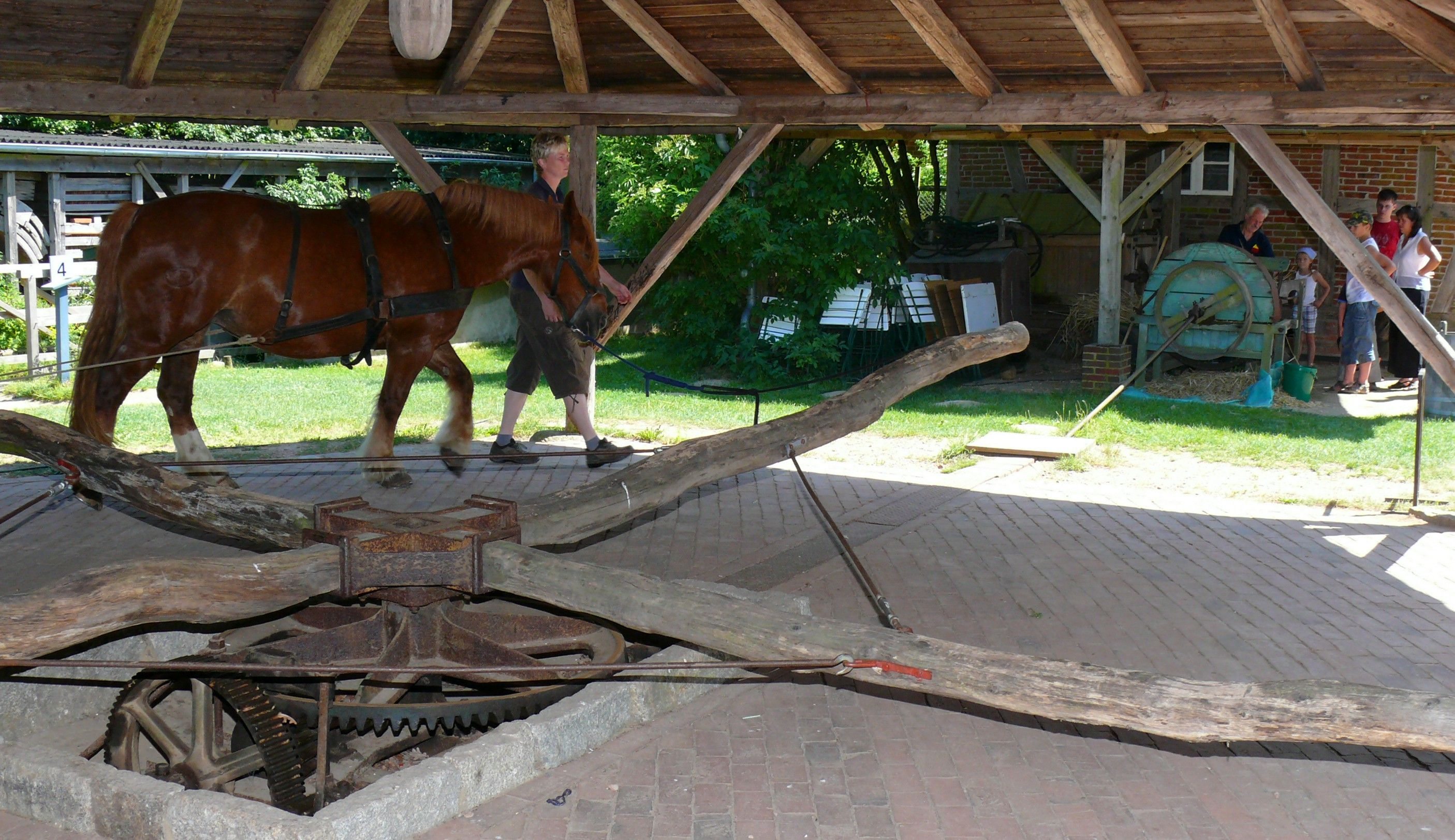
Pferdegöpel im Freilichtmuseum am Kiekeberg links vorn das Göpelgetriebe, im Hintergrund eine Häckselmaschine, die über eine vom Getriebe bis zu ihr unterirdisch verlaufende Welle angetrieben wird